# Figuren aus How I Met Your Mother

Logo von How I Met Your Mother

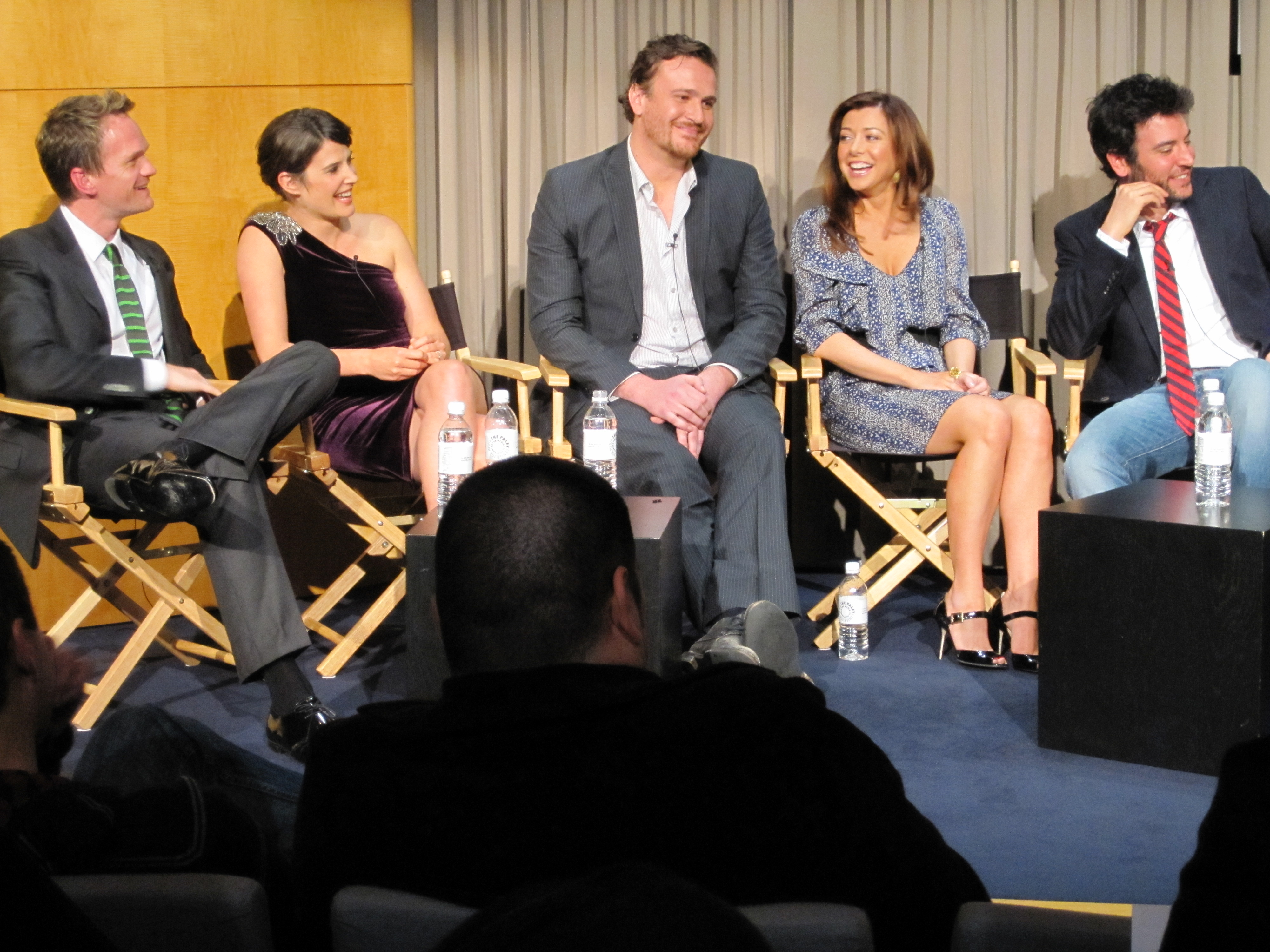
Die Hauptdarsteller von links nach rechts: Neil Patrick Harris (Barney Stinson), Cobie Smulders (Robin Scherbatsky), Jason Segel (Marshall Eriksen), Alyson Hannigan (Lily Aldrin), Josh Radnor (Ted Mosby)

Dieser Artikel listet Figuren der US-amerikanischen TV-Sitcom How I Met Your Mother auf.

## Hauptfiguren

### Ted Mosby

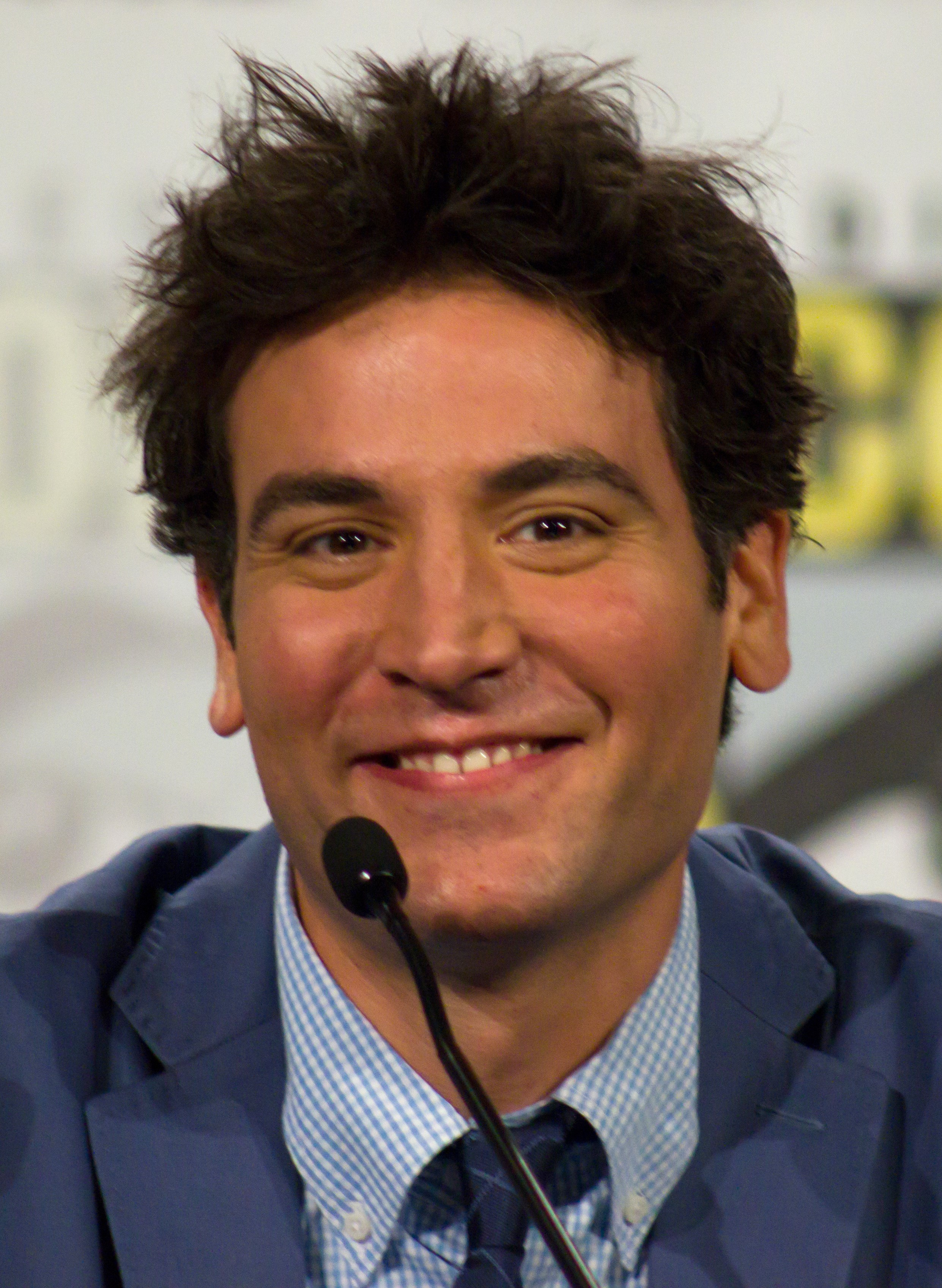
Josh Radnor (2013)

Theodore „Ted“ Evelyn Mosby (dargestellt von Josh Radnor) ist der Protagonist und Erzähler der Serie. Er berichtet seinen Kindern Penny und Luke im Jahr 2030 in allen Details, wie er deren Mutter kennengelernt hat. Gelegentlich „zensiert“ er die Handlung etwas, indem er anstelle von Kraftausdrücken harmlosere Vokabeln verwendet oder fragwürdige Verhaltensweisen verschleiert, z. B. spricht er von ein Sandwich essen anstatt Gras rauchen. Seine Stimme wird dabei im Originalton von Bob Saget gesprochen. Ted stammt aus Shaker Heights (bei Cleveland) im US-Bundesstaat Ohio und hat eine jüngere Schwester. Sein vollständiger Name ist Theodore Evelyn Mosby, weshalb er von seinen Freunden gelegentlich aufgezogen wird. Zu Beginn der Serie ist Ted 27 Jahre alt und hat gerade sein Architekturstudium an der Wesleyan University in Connecticut beendet. Er wohnt gemeinsam mit seinem besten Freund Marshall und dessen Freundin Lily in einer WG. Nachdem sich die beiden in der Pilotfolge verloben, beschließt Ted, seine eigene Seelenverwandte zu finden. Diese Suche gibt die allgemeine Richtung der Serie vor und wird von Teds Beziehungen zu den anderen Hauptfiguren Marshall Eriksen, Lily Aldrin, Robin Scherbatsky und Barney Stinson stark beeinflusst.
Ted verkörpert den intellektuellen Part des Freundeskreises; er ist sehr belesen, trinkt gern Wein und ist ein absoluter Romantiker. Er spricht Französisch und beherrscht Spanisch in Wort und Schrift, wenn auch nicht fehlerfrei. Ted hat eine starke Tendenz, alles, was die Menschen um ihn herum sagen, zu korrigieren. Als Kind war er Mitglied eines Detektiv-Klubs, den „Mosby Boys“, und versucht im Verlauf der Serie mehrmals erfolglos, seine angeblichen Fähigkeiten als Detektiv zu beweisen. Ted sucht nach seiner Traumfrau, die seine Interessen teilt, heiraten und zwei Kinder haben will. Dabei verhält er sich oft etwas neurotisch, was daran liegen mag, dass er von seiner Traumvorstellung nur widerwillig abweicht. Er ist zudem anfällig für sozial fragwürdige romantische Gesten; in der Pilotfolge zum Beispiel, stiehlt er ein blaues französisches Posthorn (Spitzname: „Der Schlumpfpimmel“), was ein Gesprächsthema bei seinem ersten Date mit Robin ist, und verschreckt diese anschließend mit einem verfrühten Liebesbekenntnis. Nach ähnlicher Manier verkleidet er sich jedes Jahr gleich zu Halloween, in der Hoffnung einer Frau wieder zu begegnen, die er einmal bei einer Halloween-Party getroffen hat. Als sie sich schließlich in der siebten Staffel wiedersehen, wird ihre kurze Liebelei zu einer Katastrophe.
Im Verlauf der Serie führt Ted mehrere ernsthafte Beziehungen mit Frauen, die allerdings aus verschiedenen Gründen zerbrechen: in der ersten Staffel ist dies die Konditorin Victoria, die aber in Deutschland ein Stipendium erhält und somit von New York wegzieht. Der Versuch, eine Fernbeziehung zu führen, scheitert. Danach kommt Ted doch noch mit Robin zusammen. Nach einem Jahr trennen sie sich aufgrund verschiedener Zukunftsansichten aber wieder. Als er sich in der dritten Staffel ein Schmetterlings-Tattoo entfernen lässt, das er sich betrunken hatte stechen lassen, lernt er die Hautärztin Stella kennen. Mit ihr verlobt er sich am Ende der dritten Staffel, wird allerdings am Tag der Hochzeit von Stella verlassen. In der sechsten Staffel lernt Ted die (zu dem Zeitpunkt noch) verheiratete Aktivistin Zoey kennen. Die Beziehung hält jedoch ebenfalls nicht lange.
In der fünften Staffel wird Ted Professor für Architektur an der Columbia University. Sein großer Traum ist es, die New Yorker Skyline durch ein eigenes Gebäude zu ergänzen. Dieser Traum erfüllt sich im Laufe der achten Staffel, als der von ihm entworfene neue Hauptsitz der fiktiven Goliath National Bank (GNB) fertiggestellt wird.
Am Ende der achten Staffel plant Ted nach der Hochzeit von Robin und Barney nach Chicago zu gehen, um mit Robin, für die er immer noch Gefühle hat, endgültig abzuschließen. Doch als er nach der Hochzeit schließlich die titelgebende Mutter seiner Kinder, Tracy McConnell kennenlernt und sich in sie verliebt, beschließt er in New York zu bleiben. Sieben Jahre später heiraten Ted und Tracy an einem Donnerstag im Beisein ihrer Freunde. Ihre Kinder werden bereits zuvor 2015 (Tochter Penny) und 2017 (Sohn Luke) geboren. Tracy stirbt im Jahr 2024 an einer nicht genannten Krankheit. Am Ende seiner Erzählung wird Ted 2030 von seinen Kindern dazu ermutigt, seine Beziehung zu Robin (die sich schon längst von Barney scheiden ließ) wieder aufzunehmen. Die Serie endet damit, wie Ted mit dem blauen Horn, das er erneut klaut, vor Robins Fenster erscheint.

### Marshall Eriksen

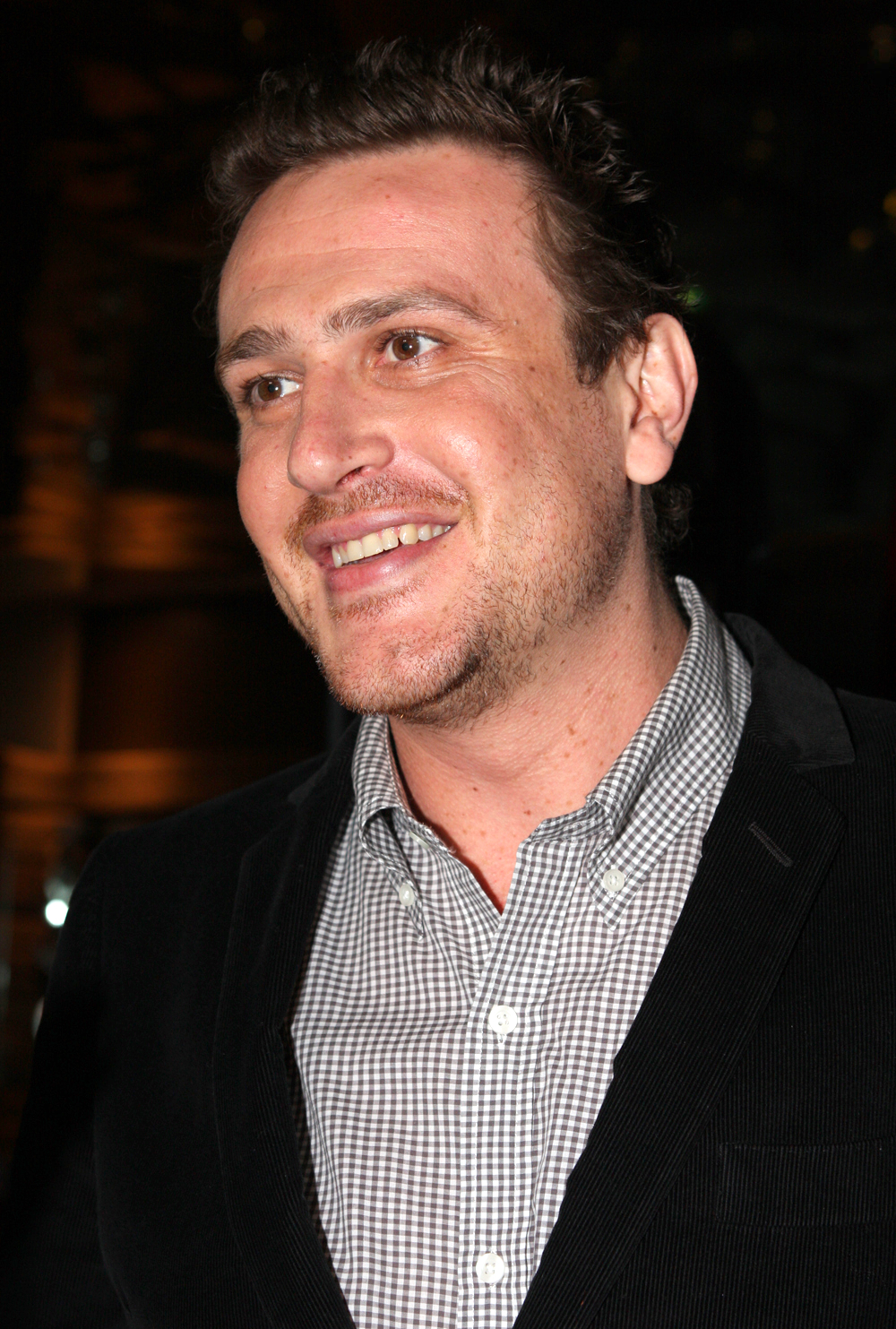
Jason Segel

Marshall Eriksen (dargestellt von Jason Segel) ist Teds bester Freund und stammt aus St. Cloud in Minnesota. Marshall ist, wie seine gesamte Familie, recht groß. Trotzdem ist er mit seinen 1,95 Meter Körpergröße der Kleinste in der Familie. Er ist ein unbekümmerter, manchmal naiver Optimist, und fällt besonders durch seine Herzlichkeit auf, was ihn zum mitfühlendsten Charakter in der Gruppe macht. Er fährt zu Beginn der Serie einen Pontiac Fiero, der für ihn einen besonderen sentimentalen Wert darstellt. Diesen versucht er so lange wie möglich zu behalten, allerdings bleibt der Oldtimer kurz vor seiner 200.000sten gefahrenen Meile endgültig stehen.
Marshall und Ted kennen sich seit dem College, wo beide Zimmerkollegen waren. Auf einer Fahrt nach Ohio, bei der sie sich verfuhren und so in einen Schneesturm gerieten, wurden sie beste Freunde. Ihre Freundschaft ist ein wichtiger Bestandteil und die einzige stabile Beziehung im Gesamtverlauf der Serie. Marshall hilft Ted durch jede seiner Trennungsphasen hinweg und umgekehrt ist Ted für Marshall da, als Lily ihn am Ende der ersten Staffel für einige Monate verlässt. Um Marshall aus einer finanziellen Notlage zu helfen, verkauft Ted sein gerade neu erworbenes Auto (einen blauen Toyota Camry Hybrid) wieder, das er sich nach einer Gehaltserhöhung hat leisten können.
Marshall ist seit dem College mit der Kindergärtnerin Lily Aldrin liiert. Zu Beginn der Serie sind dies bereits neun Jahre. In der Pilotfolge macht er Lily einen Heiratsantrag, den sie annimmt. Zum Ende der Staffel beginnt sie jedoch an ihrer Entscheidung zu zweifeln, da sie befürchtet, aufgrund ihrer Beziehung zu Marshall nie die Gelegenheit zu haben, sich selbst zu verwirklichen. Sie verlässt Marshall am Ende der Staffel und geht nach San Francisco, um sich ihrer eigentlichen Leidenschaft, der Malerei, zu widmen. Als Lily während dieser Zeit von Seiten ihres Kunstkursleiters weitestgehende Talentfreiheit bescheinigt wird, bereut sie ihren Schritt und kehrt nach New York zurück. Es gelingt ihr, Marshall zurückzugewinnen und die beiden heiraten schließlich am Ende der zweiten Staffel doch. Sie werden von Barney getraut, der dafür die Lizenz besitzt. Zuvor wird die Hochzeit insgesamt zweimal verschoben: das erste Mal aufgrund der Trennung, das zweite Mal, als sie kurz nach ihrer Wiedervereinigung beschließen, nach Atlantic City durchzubrennen und im engsten Freundeskreis zu heiraten. Letztlich entscheiden sie sich für eine konventionelle Hochzeit und lassen die eben geschlossene Ehe annullieren.
Marshall studiert Jura, mit dem Ziel, Rechtsanwalt zu werden, um gegen die großen Konzerne und für den Umweltschutz zu kämpfen. Aufgrund finanzieller Nöte arbeitet er jedoch nach Beendigung des Studiums als Anwalt in der Rechtsabteilung der Goliath National Bank, nachdem ihm Barney die Stelle beschafft hat. Später verwirklicht er seinen Traum und heuert bei einer Kanzlei an, die sich mit Umweltsünden beschäftigt. Am Ende der achten Staffel strebt er eine Karriere als Richter an.
In der siebten Staffel werden Lily und Marshall Eltern eines Sohnes. In der neunten Staffel erfährt man, dass sie noch zwei weitere Kinder bekommen. Marshall macht Karriere als Richter und erhält sogar einen Posten beim Obersten Gerichtshof der Vereinigten Staaten.

### Barney Stinson

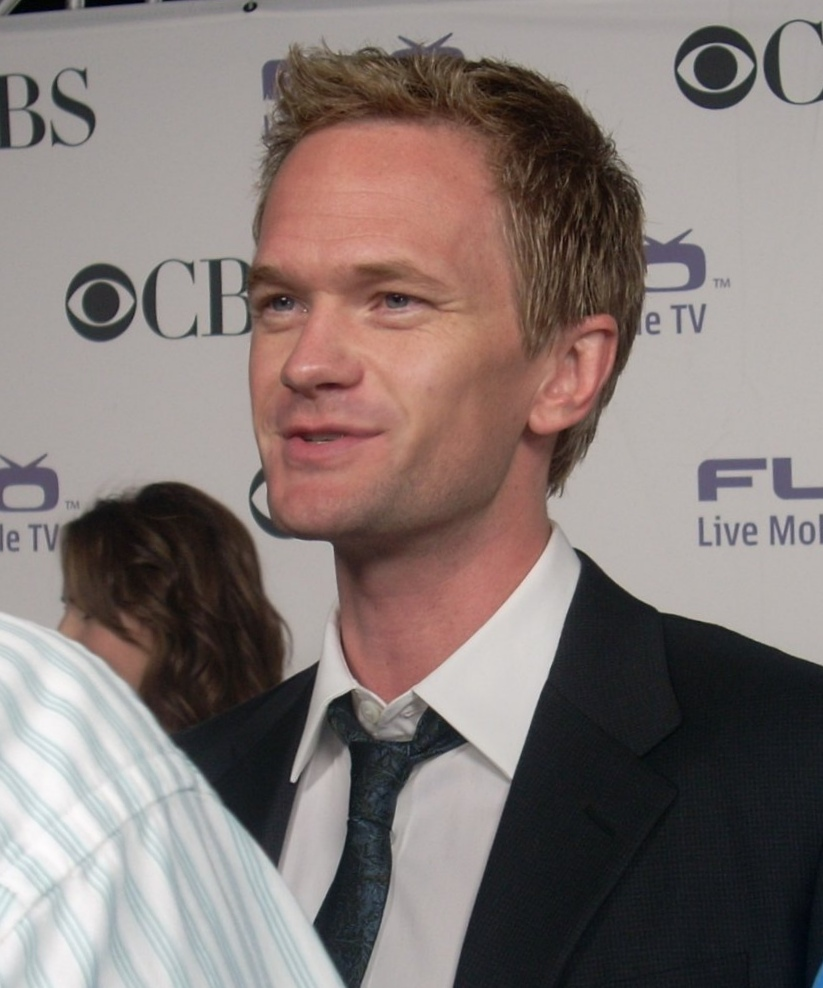
Neil Patrick Harris (2008)

Barney Stinson (dargestellt von Neil Patrick Harris) ist ein sehr guter Freund von Ted, wobei Barney selbst immer wieder betont, dass er Teds bester Freund sei. Er lernte ihn in der MacLaren’s Bar kennen, wo Barney sich unvermittelt zu Ted setzte und ihm eröffnete, dass er ihm beibringen werde „wie man lebt“. Im Laufe der Serie drängt Barney Ted dazu, das Leben in vollen Zügen zu genießen und mit ihm verrückte Dinge zu unternehmen. Ted ist Barneys „Wingman“, wenn er gerade nicht in einer Beziehung steckt.
Barney wurde 1976 auf Staten Island geboren und wuchs dort gemeinsam mit seinem dunkelhäutigen, homosexuellen Halbbruder James und seiner Mutter Loretta auf. Seinen Vater Jerry kennt Barney bis zur 19. Folge der sechsten Staffel nur als seinen Onkel. Er lernt zudem seine Stiefmutter und seinen jüngeren Halbbruder Jerome Jr. kennen. Bis dahin redete er sich selbst ein, dass der Quizmaster Bob Barker sein Vater sei. Deshalb nahm er auch an der Spieleshow Der Preis ist heiß teil, die von diesem moderiert wird. In seiner Kindheit litt Barney an ADS, wie er in der dritten Folge der fünften Staffel erwähnt. Er liebt Laser Tag und trinkt gerne Scotch Whisky sowie Red Bull. In der siebten Staffel erfährt man, dass seine Großmutter in Manitoba geboren wurde, er selbst daher kanadischer Abstammung ist.
Barneys Markenzeichen ist, dass er stets, auch in seiner Freizeit, Maßanzüge trägt. Daneben zeichnet ihn auch sein Ausspruch „Das wird le-gen- … es kommt gleich … -där“ (im Original: „That’s gonna be legen … wait for it … dary“) aus. Als Marshalls Sohn Marvin auf die Welt kommt, ringt Barney seinem Kumpel das Versprechen ab, dessen Zweitnamen bestimmen zu dürfen. So erhält Marshalls Sohn den vollständigen Namen Marvin Wartenoch (im Original: „Waitforit“) Eriksen. Ein weiterer zumindest im Original oftmals vorkommender Spruch Barneys ist „Suit up“. Sich selbst bezeichnet er im Original wiederholt als awesome, was auf Deutsch so viel wie fantastisch bedeutet.
Barney arbeitet bei der Muttergesellschaft der Goliath National Bank und bezieht dort ein hohes Einkommen, was ihm einen großzügigen Lebensstil ermöglicht. Auf die Frage nach seinem Beruf pflegt Barney mit einem spöttischen Lachen zu antworten, gefolgt von einem „Bitte“ (im Original: „Please“). Erst in der neunten Staffel erfährt man jedoch, welche Position er dort innehat. „Please“ steht demnach für „Provide Legal Exculpation And Sign Everything“ (in etwa „Juristische Ausreden bereitstellen und alles unterschreiben“). Das bedeutet, dass er einfach willkürlich irgendwelche Verträge für illegale Geschäfte unterschreibt und dafür persönlich haftet. Es stellt sich heraus, dass sein Job ein großangelegter Plot ist, da er gleichzeitig heimlich als eine Art V-Man mit dem FBI paktiert. So bringt er seinen Vorgesetzten, der ihm einst die Freundin ausspannte, mithilfe der gewonnenen Informationen über illegale Aktivitäten ins Gefängnis.
Barney ist strikt gegen Beziehungen oder die Ehe und grundsätzlich nur auf One-Night-Stands aus. Um Frauen kennenzulernen, lässt er sich vieles einfallen, was dazu führt, dass er sehr gut bei Frauen ankommt. Eine Beschreibung seiner Strategien erstellt er in seinem Playbook. Seine Haltung zu Beziehungen bekam er mit 23, nachdem ihn seine damalige Freundin Shannon hintergangen und sich von ihm getrennt hatte. Davor war er ein Hippie, der mit dem Friedenscorps nach Nicaragua gehen wollte. Ab der fünften Staffel hat Barney auch längere Beziehungen, darunter mit Robin. Im Laufe der Serie lassen sie diese Beziehung immer wieder kurzzeitig aufleben und heiraten sogar am Ende der neunten Staffel. Die Ehe wird jedoch nach drei Jahren geschieden, da Robin aufgrund ihrer Karriere als Journalistin viel reist und ihre Ehe dadurch auf Dauer zu kurz kommt. Nach der Scheidung fällt Barney in sein altes Verhaltensmuster zurück. In der neunten Staffel erfährt man, dass er Vater einer Tochter (Ellie) wird, die er mit einem seiner One-Night-Stands gezeugt hat.

### Robin Scherbatsky

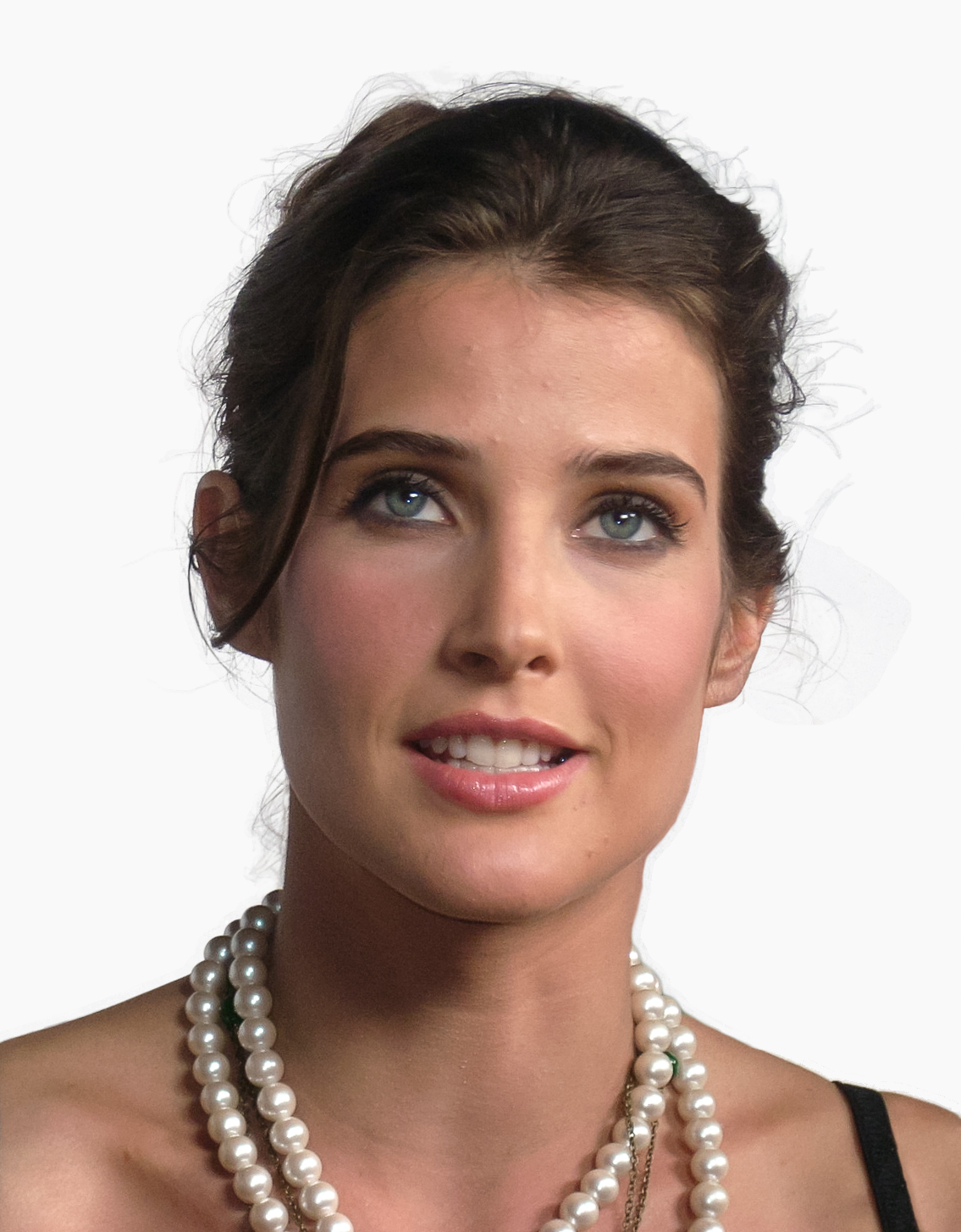
Cobie Smulders (2008)

Robin Scherbatsky, eigentlich Robin Charles Scherbatsky Jr., lernt in der ersten Folge der Serie Ted kennen, der sich sofort in sie verliebt. Sie wird von Cobie Smulders dargestellt und ist seit Beginn der Serie fester Teil der Fünfergruppe um Ted, Barney, Marshall und Lily. Sie wuchs im kanadischen Vancouver auf und hat eine jüngere Schwester namens Katie. Ihren eher männlich anmutenden Namen bekam sie wegen ihres Vaters, der sich eigentlich einen Sohn gewünscht hatte und sie deshalb bis zu ihrer Pubertät wie einen Jungen behandelte. Die fragwürdigen Erziehungsmethoden ihres Vaters nehmen großen Einfluss auf Robins erwachsene Persönlichkeit: sie raucht Zigarren, steht auf Eishockey, trinkt Scotch und ist absolute Waffennärrin. Dagegen hat sie eine ausgeprägte Abneigung gegenüber Kindern und Romantik. Robin fühlt sich besonders zu Männern mit (Kriegs-)Narben hingezogen, vor allem wenn es sich um Kampf- oder Sportverletzungen handelt, wie Prellungen und fehlende Zähne. Mit 16 Jahren war Robin unter dem Namen Robin Sparkles ein Popstar in Kanada. Ihre Songs Let’s Go To The Mall und Sandcastles In The Sand waren dabei jedoch ihre einzigen Hits. Als Erwachsene schämt sich Robin für ihre kurze Musikkarriere und verheimlicht diese gegenüber ihren Freunden. Barney, der eigentlich auf der Suche nach einem vermuteten Porno von Robin war, stößt zufällig auf Videos, die Robins Vergangenheit als Popstar enthüllen.
Zu Beginn der Serie ist Robin Nachrichtensprecherin bei dem New Yorker Nachrichtensender „Metro News 1“ und bekommt später eine eigene morgendliche Talkshow, die um 4:00 Uhr morgens ausgestrahlt wird und deshalb kaum Zuschauer hat. Im Verlauf der Serie arbeitet sie für diverse Nachrichtensender, zeitweise sogar in Japan, bis sie nach New York zurückkehrt und, nach längerer Arbeitslosigkeit, mit Barneys Hilfe Moderatorin eines eigenen Nachrichtenmagazins wird.
Robin wird als eine unabhängige, selbstbewusste und karrierefokussierte Frau dargestellt. Sie erklärt mehrfach, dass sie weder heiraten noch Kinder haben will. Obwohl ihr Teds Zukunftsabsichten (heiraten, Kinder) bekannt sind, geht sie mit ihm mehrmals Beziehungen ein, die letztlich genau an diesen scheitern. Dadurch wechselt ihre Beziehung im Verlauf der Serie mehrmals zwischen Freundschaft und Liebe. Ted ist Robins Stimme der Vernunft, und sie wendet sich oft an ihn, wenn sie eine Aufmunterung oder einen Rat braucht. Obwohl sie niemals plante, Kinder zu bekommen, ist Robin über die Nachricht, dass sie keine bekommen kann, schwer am Boden zerstört.
Im Verlauf der Serie entwickelt Robin ebenfalls Gefühle für Barney. Ihre erste Beziehung scheitert, doch am Ende der achten Staffel gelingt es Barney, sie wiederzugewinnen, und er hält um ihre Hand an. Die neunte Staffel beschäftigt sich sehr detailliert mit den 56 Stunden vor Robins Hochzeit mit Barney, die die Freunde im Farhampton Inn Hotel in einem fiktiven Vorort von New York verbringen. Im Verlauf der Staffel wird Robin erneut mit ihren Gefühlen für Ted konfrontiert. Am Tag ihrer Hochzeit zweifelt sie sogar kurzzeitig an ihrer Entscheidung für Barney, nachdem sie erfährt, welche Mühe es Ted gekostet hat, ein Medaillon wiederzufinden, das Robin Jahre zuvor im Central Park vergraben hat, jedoch nicht mehr ausfindig machen konnte. Sie wertet dies als ein Zeichen dafür, dass sie lieber mit Ted zusammen sein sollte. Daraufhin sagt Ted ihr, dass er sie auf diese Weise nicht mehr liebe. Sie heiratet schließlich Barney, nachdem dieser ihr schwört, immer ehrlich zu ihr zu sein.
Das Serienfinale zeigt, dass Barney und Robin sich nach drei Jahren scheiden lassen, weil ihr hektischer Reiseplan verhindert, dass sie Zeit miteinander verbringen. Sie bleibt zunächst mit ihm und dem Rest der Gruppe befreundet. Einige Jahre später erkennt sie jedoch, dass sie sich zu sehr von ihren Freunden entfremdet hat, und löst sich von der Gruppe. Sie kehrt im Jahr 2020 anlässlich der Hochzeit von Ted und der titelgebenden Mutter Tracy zurück. Im Jahr 2030 ist Robin eine sehr erfolgreiche Nachrichtensprecherin und lebt mit ihren Hunden in New York. In der letzten Szene der Serie taucht der inzwischen verwitwete Ted an ihrem Fenster auf und zeigt ihr das blaue Horn, das er offenbar erneut geklaut hat, in der Absicht, sie um ein neues Date zu bitten.

### Lily Aldrin

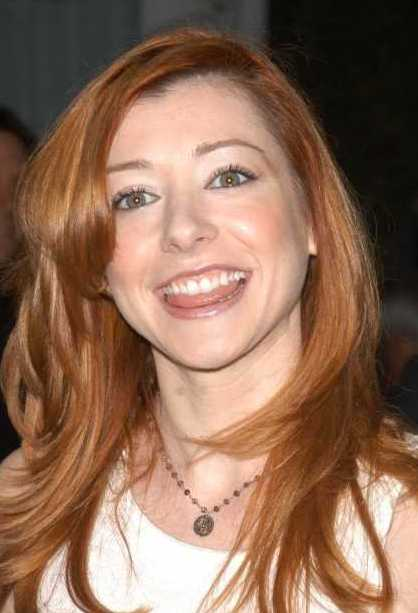
Alyson Hannigan

Lily Aldrin (dargestellt von Alyson Hannigan) ist die Freundin und spätere Ehefrau von Marshall Eriksen. Sie wuchs im New Yorker Stadtbezirk Brooklyn auf und ist schwedischer und irischer Abstammung. Ihre Eltern Janice und Mickey Aldrin ließen sich scheiden als Lily noch ein Kind war. Lilys Vater ist ein erfolgloser Erfinder von Brettspielen, der im Keller seiner Eltern wohnt. Zu ihm hat Lily eine schwierige Beziehung; sie behauptet, dass er ihr jahrelang jeden Tag aufs Neue das Herz gebrochen habe. Während ihrer High-School- und College-Jahre war Lily Teil der Gothic-Subkultur, färbte ihre Haare pechschwarz und trug typische Goth-Kleidung. In der Schule war sie mit einem Jungen namens Scooter zusammen, weil der sie an Kurt Cobain erinnerte. Dies gestand sie ihm am Tag des Abschlussballs und trennte sich von ihm.
Lily traf Marshall in ihrem ersten Jahr an der Wesleyan University. Zu Beginn der Serie arbeitet sie als Kindergärtnerin, interessiert sich sehr für Kunst und malt auch selbst. In der ersten Staffel hält Marshall um Lilys Hand an, und sie willigt auch ein. Allerdings befürchtet sie zunehmend, aufgrund ihrer Beziehung zu Marshall viel vom Leben verpasst zu haben. Diese Zweifel führen schließlich dazu, dass sie am Ende der Staffel New York (und somit auch Marshall) für ein Kunststipendium in San Francisco verlässt. Nach ihrer Rückkehr gesteht Lily, dass diese Entscheidung ein Fehler war, aber es dauert einige Zeit, bis Marshall ihr verzeiht. Bald danach verloben sie sich erneut und heiraten am Ende der zweiten Staffel. Lily behält ihren Nachnamen bei. Während der sechsten Staffel versuchen Marshall und Lily schwanger zu werden, was zunächst nicht klappt. Am Ende der siebten Staffel werden sie schließlich Eltern eines Sohnes, der – im Andenken an Marshalls kürzlich verstorbenen Vater – den Namen Marvin W. Eriksen bekommt. Auf Barneys Wunsch hin, erhält Marvin den zweiten Vornamen Wartenoch (Im Original: „Wait-for-it“). Während dieser Schwangerschaft versöhnt sich Lily mit ihrem Vater Mickey.
In der achten Staffel, nimmt Lily einen Job als Kunstberaterin des Captains an, der ihr am Ende der Staffel anbietet, zwecks ihrer Tätigkeit nach Italien zu ziehen. Sie lehnt das Angebot ab, da sie Marshalls Karriere als Umwelt-Anwalt nicht im Wege stehen will. Marshall überzeugt sie jedoch, das Angebot anzunehmen, und die beiden bereiten sich auf ihren Umzug nach Rom vor. Im Staffelfinale übernimmt Marshall jedoch ein Richteramt ohne es Lily zu erzählen. Als sie während der neunten Staffel davon erfährt, kommt es zu einem großen Streit zwischen den beiden. Da sich herausstellt, dass Lily erneut schwanger ist, beschließt Marshall, das ihm gebotene Richteramt zu Lilys Gunsten abzulehnen. Am Tag der Hochzeit von Robin und Barney erneuern Lily und Marshall ihr Gelübde. In einer Vorausschau erfährt man, dass ihre gemeinsame Tochter Daisy in Italien geboren wird. Das Serienfinale zeigt, dass Lily einige Jahre später ein drittes Kind bekommt. Sie bleibt glücklich verheiratet mit Marshall, der schließlich Richter an einem Obersten Staatsgerichtshof wird.
Lilys größte Schwächen sind ihre Kaufsucht und die Tatsache, dass sie keine Geheimnisse für sich behalten kann. Gegenüber ihren Freunden (insbesondere Barney), und sogar Fremden, benimmt Lily sich häufig wie deren Erzieherin. So nimmt sie gerne Gegenstände anderer Menschen an sich, um diese für „ungehöriges“ Verhalten zu bestrafen. Lily ist geschickt im Manipulieren von Menschen und Situationen, wenn es darum geht, ihren Willen durchzusetzen. Ihre besondere Begabung besteht darin, für Trennungen von Paaren zu sorgen, die in ihren Augen nicht zusammenpassen. Deshalb bezeichnen Barney und Ted sie als teuflisch, das pure Böse oder Psychopathin. Lily ist dafür bekannt, ein ausgeprägtes Bedürfnis nach regelmäßigem Sex zu haben. Sie hat zudem ein gewisses sexuelles Interesse an Frauen und gesteht mehrmals, dass sie Robin sexuell attraktiv findet. Lily, Ted und Marshall haben während ihres Studiums (sowie bei dem Ehemaligentreffen ihrer Uni 20 Jahre später) gelegentlich Marihuana konsumiert. Als Ted dies in der Serie seinen Kindern erzählt, umschreibt er die Ereignisse mit Sandwich essen statt Gras rauchen, um die Wahrheit zu verschleiern.

## Nebenrollen

### Familien

#### Die Mosbys

##### Tracy McConnell (Teds Frau)
Sie ist eine zentrale Person der Serie, da die gesamte Geschichte auf ihr basiert. Ihre Identität ist dem Zuschauer bis zum achten Staffelfinale unbekannt. Ted lernt sie in der finalen Folge der 9. Staffel kennen.
An ihrem 21. Geburtstag – der auch der Kennenlern-Tag von Ted und Robin ist – erfährt Tracy McConnell vom plötzlichen Tod ihres damaligen Freundes Max. Nach der Trauerfeier findet sie in ihrer Wohnung das letzte Geschenk von Max an sie: eine Ukulele. Die Mutter verbringt die nächsten Jahre damit, den Verlust ihrer großen Liebe zu verarbeiten.
Während der Serie werden einige Hinweise darauf gegeben, dass Teds zukünftige Frau Wirtschaftswissenschaften studiert hat und sich im selben Vorlesungsraum befand, in den Ted sich an seinem ersten Tag als Professor verirrt und begonnen hatte, Unterricht in Architektur zu geben. Es wird zudem erwähnt, dass seine zukünftige Frau bei einer Party anlässlich des Saint Patrick’s Day anwesend war, die auch Ted und Barney besucht haben. Am Morgen danach nimmt Ted ihren gelben Regenschirm mit, den sie auf der Party vergessen hatte. Etwa zwei Jahre später geht Ted unwissentlich mit ihrer damaligen Mitbewohnerin Cindy aus und lässt nach der Trennung den Regenschirm in deren Wohnung stehen – sodass die Mutter ihren Regenschirm zurück erhält. In einer Folge erwähnt Ted scherzweise gegenüber seinen Kindern, dass eine Stripperin namens Tracey ihre Mutter sei, woraufhin sie sich extrem erschrocken zeigen. Zwar beruhigt Ted seine Kinder sofort mit der Aussage, dass dies nicht wahr sei, doch die Tatsache, dass der Name der Mutter sich im Finale als Tracy erweist, macht die Reaktion der Kinder erst vollends nachvollziehbar.
In der letzten Folge der siebten Staffel wird enthüllt, dass Barney und Robin heiraten werden und Ted die Mutter am Tag ihrer Hochzeit kennenlernen wird. In der neunten Staffel erscheint die Mutter nach der Hochzeit mit einer Bass-Gitarre und dem gelben Regenschirm am Bahnhof von Farhampton, während Ted dort zur gleichen Zeit auf seinen Zug wartet. Zuvor hat sie bereits alle seine Freunde kennengelernt: Zunächst Barney, den sie in einem Rückblick dazu ermutigt, um Robin zu kämpfen. Auf der Zugfahrt zu dessen Hochzeit lernt die Mutter Lily kennen. Als sie nachts mit ihrem Van bei Farhampton unterwegs ist, liest sie Marshall mit Marvin am Straßenrand auf und bringt sie zum Hotel, in dem Lily auf die beiden wartet. Unterwegs wird klar, dass sie Bass-Gitarre in der Band spielt, die für die Hochzeit engagiert wurde.
Im Serienfinale wird der Name der Mutter, Tracy McConnell, enthüllt. Kurz bevor sie Ted kennenlernt, ist sie über längere Zeit mit Lois zusammen, dessen Heiratsantrag sie ablehnt und sich von ihm trennt. Aus diesem Grund zögert Tracy zunächst, mit Ted auszugehen, doch nach ihrem ersten Kuss werden sie ein Paar. In einer Vorausblende macht Ted der Mutter an der Spitze eines Leuchtturms in der Nähe des Farhampton Inn einen Antrag, den sie annimmt. Eine andere Vorausblende zeigt die Mutter schwanger mit ihrem zweiten Kind, Luke, im Jahr 2017. Während eines weiteren Besuchs in Farhampton bekommt sie Wehen und wird von Ted ins Krankenhaus gebracht.
Im Verlauf der Serie verwendet Ted aus 2030 stets die Vergangenheitsform, wenn es um die Mutter seiner Kinder geht. Allen anderen Hinweisen voran, führte dies bei vielen Zuschauern zu der Annahme, dass die Mutter im Jahr 2030 bereits verstorben ist, was sich im Serienfinale auch bestätigt; sie stirbt im Jahr 2024, sechs Jahre vor Beginn von Teds Erzählung, an einer nicht näher erläuterten Krankheit.

##### Penny und Luke Mosby (Teds Kinder)
Teds Kinder (als Teenager dargestellt von David Henrie und Lyndsy Fonseca) sind oft am Anfang von einzelnen Episoden zu sehen. Sie müssen sich die Geschichte anhören, wie ihr Vater ihre Mutter kennenlernte. Zunächst betrachten sie das als Strafe, entwickeln sich aber ab und an zu interessierten Zuhörern. Ihre Namen werden in der 9. Staffel bekannt. Obwohl Ted aufgrund seiner Leidenschaft für Star Wars seine Kinder nach den beiden Charakteren Luke Skywalker und dessen Schwester Leia benennen wollte, bekam die Tochter einen anderen Vornamen. Aus der Serie erfährt man, dass Penny 2015 und Luke 2017 zur Welt kommen. Alle Szenen mit den Kindern wurden nur bis zur 2. Staffel gedreht, um das Alter authentisch zu halten. Daraus resultiert, dass Teds Nachkommen in späteren Staffeln selten auf die Inhalte eingehen.

##### Virginia und Alfred Mosby
Virginia (dargestellt von Cristine Rose) und Alfred Mosby (Michael Gross) sind Teds Eltern. Im Verlauf der Serie erfährt Ted, dass sie sich heimlich scheiden lassen haben, ihren Kindern jedoch weiterhin das glückliche Paar vorspielen. Dies rührt vor allem von Virginias Eigenart her, immer alles schönzureden und unangenehmen Themen aus dem Weg zu gehen. Als der Schwindel auffliegt, erfährt Ted, dass seine Mutter bereits einen neuen Freund hat, Clint, mit dem sie zusammenlebt und den sie später auch heiratet. Alfred Mosbys Hobby ist das Bierbrauen.

##### Clint
Clint (dargestellt von Harry Groener) ist Virginias Mann und somit der Stiefvater von Ted und Heather. Er ist Maler und Musiker.

##### Stacy
Stacy (Moon Unit Zappa) ist Teds Cousine. Sie ist sehr gläubig und lebt mit ihrer Familie auf Staten Island. Sie ist verheiratet und hat mehrere Kinder.

##### Heather Mosby
Heather (dargestellt von Erin Cahill) ist Teds kleine Schwester. Er hält sie für naiv und verantwortungslos, stellt allerdings später fest, dass sie erwachsen geworden ist.

#### Die Eriksens

##### Marvin Eriksen Sr.
Mr. Eriksen Sr. (dargestellt von Bill Fagerbakke) ist Familienoberhaupt der Eriksens und somit Marshalls Vater, einer der fünf Hauptcharaktere, der seinen Vater als eine Art Freund bezeichnet. Er wurde im Jahr 1951 geboren und stirbt in der sechsten Staffel an einem Herzinfarkt. Das trifft Marshall besonders stark, da er eine besonders freundschaftliche Beziehung zu seinem Vater pflegte. Später taufen Marshall und Lily ihren Sohn nach Marshalls Vater.
Marvin Sr. Eriksen drückt sich oft etwas vulgär und konservativ aus.

##### Judy Eriksen
Judy (dargestellt von Suzie Plakson) ist Marshalls sehr konservative, überfürsorgliche Mutter. Sie traut Lily zunächst vieles nicht zu, was ihrer Meinung nach eine Ehefrau von Marshall können muss. Nach dem Tod ihres Mannes beginnt sie, Lily als neuen Teil ihrer Familie zu akzeptieren. Judy liebt ihren Sohn sehr, dennoch ist sie zunehmend genervt von ihm, als er wieder längere Zeit bei ihr wohnt. Erst mit Lilys Hilfe bekommt sie ihn wieder los. Im Laufe der achten Staffel beginnt sie eine Liebelei mit Lilys Vater Micky.

##### Marvin Wartenoch Eriksen
Lily und Marshalls Sohn kommt am Ende der siebten Staffel zur Welt und bringt das Leben der jungen Familie durcheinander. Sein zweiter Vorname ist „Wait-for-it“ (dt. Warte noch).

##### Daisy Eriksen
Daisy Eriksen ist die Tochter von Lily und Marshall, welche gegen Ende von Staffel 9 auf die Welt kommt.

##### Marcus Eriksen
Marcus (Ned Rolsma) ist Marshalls Bruder, der noch zuhause bei der Mutter wohnt. In der vierten Folge der achten Staffel erfährt man, dass Marcus zwei Kinder hat (Martin & Marcus Jr.). Durch einen Anruf bei Marcus erfährt Marshall, dass er ausgewandert ist und eine Strandbar eröffnet hat.

##### Marvin Eriksen Jr.
Marvin Jr. (Robert Michael Ryan) ist Marshalls Bruder, der aber nicht oft zu sehen ist. Seine Frau ist Ashley Eriksen, sein Sohn Martin.

##### Ashley Eriksen
Ashley Eriksen (Jennifer Ann Wilson) ist die Frau von Marshalls Bruder Marvin Eriksen Jr. und die Mutter von Martin Eriksen. Bei Familienfeiern hilft sie ihrer Schwiegermutter Judy Eriksen immer bei der Zubereitung des Mayonnaise-Salates.

##### Martin Eriksen
Martin ist der Sohn von Marvin Eriksen Jr. und Ashley Eriksen. Man sieht ihn nur in einer Thanksgiving-Folge in der ersten Staffel. Da Martin für sein Alter viel zu groß ist, bekommt Lily Angst, dass sie später auch so ein „Riesenbaby“ zur Welt bringen muss.

#### Die Aldrins

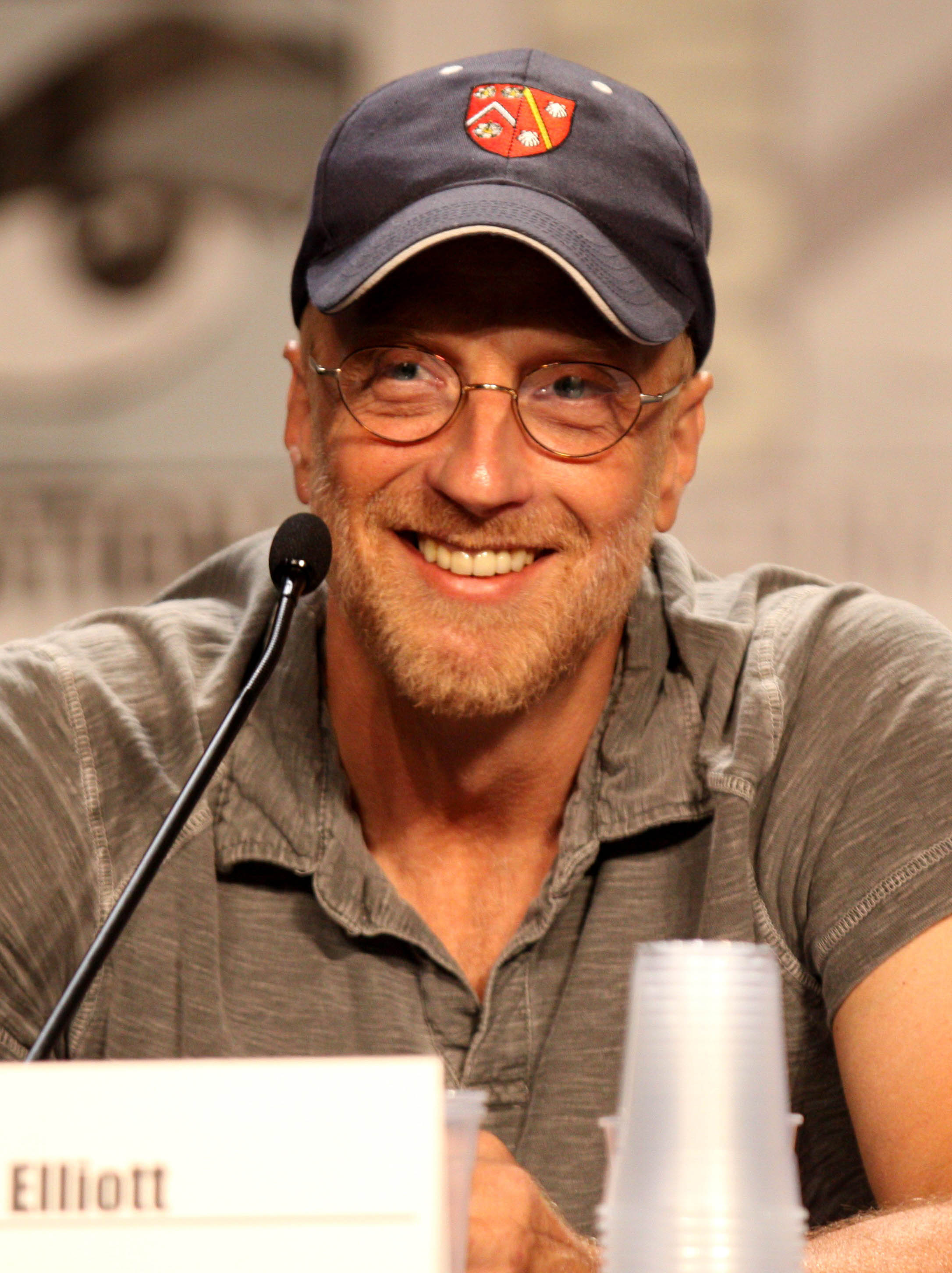
Chris Elliott bei der San Diego Comic-Con im Juli 2011

##### Mickey Aldrin
Mickey (dargestellt von Chris Elliott) ist Lilys Vater. Lily hat ein problematisches Verhältnis zu ihm, da er nie besonders fürsorglich war. Hauptberuflich erfindet er Gesellschaftsspiele, die teilweise in Fernsehwerbungen innerhalb der Handlung vorgestellt werden. Außerdem betreibt er exzessiv Sportwetten. In der achten Staffel stellt sich heraus, dass er vor seiner Spielsucht ein guter Vater gewesen ist (Lily kann sich daran nicht mehr erinnern, da sie zu klein war). Er übernimmt die Betreuung seines Enkels Marvin, nachdem Lily und Marshall kein geeignetes Kindermädchen für das Baby finden.

##### Janice Aldrin
Janice (Meagen Fay) ist Lilys Mutter und lebt getrennt von Mickey Aldrin. Sie taucht in der Serie extrem selten auf. Lily bezeichnet ihre Mutter als Feministin.

##### Rita und Morris Aldrin
Rita (Christina Pickles) und Morris (Jack Walsh) Aldrin sind Lilys Großeltern und Mickey Aldrins Eltern. Sie vererben Lily und Marshall ihr Haus, die es nach einer Weile verkaufen, weil sie doch lieber in New York City leben wollen.

##### Lois (Lilys Großmutter)
Lois (dargestellt von K Callan) ist die Mutter von Janice Aldrin und somit Lilys Großmutter mütterlicherseits. Über ihren Mann bzw. Lilys Großvater ist nichts bekannt.

#### Die Stinsons

##### Loretta Stinson
Loretta (dargestellt von Frances Conroy) ist Barneys Mutter. Sie hat in früherer Zeit sehr promisk gelebt und wollte ihren Kindern Vater und Mutter zugleich sein, was, wie sie später zugibt, nicht wirklich funktionierte. Auch wenn sie ihre Kinder sehr häufig belog, war sie doch immer eine liebevolle Mutter.

##### Jerome Whittaker
Jerome (John Lithgow) ist der biologische Vater von Barney. Barney nannte ihn in der Kindheit immer Onkel Jerry, da er dachte, es sei sein Onkel. Als Barney sehr klein war, wandte sich Jerome von ihm ab und gründete später eine neue Familie mit zwei Kindern. Als Barney herausfindet, dass Jerome sein Vater ist, nimmt er wieder Kontakt zu ihm auf. Nach einigen Anlaufschwierigkeiten ist ihr Verhältnis wieder gut.

##### James Stinson
James (dargestellt von Wayne Brady) ist Barneys Halbbruder. Er ist homosexuell und dunkelhäutig. Sein Vater ist Sam Gibbs (Ben Vereen). Früher pflegte James denselben Lebensstil wie Barney und trug stets Anzüge. Später verlobt sich James aber mit seinem Partner Tom und wird sesshaft. Er und Tom adoptieren zusammen zwei Kinder, Eli und Sadie, lassen sich aber später scheiden. Zum Ende der 9. Staffel kommen sie wieder zusammen.

##### Jerome Jr. und Carly Whittaker
Jerome Jr. (Will Shadley) und Carly (Ashley Benson) sind Barneys Halbgeschwister. Es gab das Gerücht, dass Carly die Mutter von Teds Kindern wird. Dies wurde aber im Laufe der Serie widerlegt.

##### Leslie
Leslie (dargestellt von Kristin Denehy) ist Barneys Cousine. Er trifft sie zufällig in einem Club, wo er an einem Abend die Blindanmache versucht: Er weiß also nicht, mit wem er tanzt. Kurz bevor Barney sie küssen will, stellt er mit Entsetzen fest, dass es sich um seine Cousine handelt. Barney ist der Vorfall äußerst peinlich und er will, dass niemand außer Ted und Leslie jemals etwas davon erfährt.

#### Die Scherbatskys

##### Robin Scherbatsky Sr.
Robin Charles Scherbatsky Sr. (dargestellt von Eric Braeden und Ray Wise) ist Robins Vater und der Ex-Mann von Robins Mutter Genevieve Scherbatsky (Tracey Ullman). Er wollte immer einen Sohn. Als Robin geboren wurde, war ihm schließlich egal, dass es ein Mädchen war und benannte sie nach sich selbst. Zudem behandelte er sie stets wie einen Jungen. Er ging mit ihr fischen, jagen, Scotch trinken und brachte ihr Eishockeyspielen bei. Er erkannte sie erst spät als Frau an. Es kostet Barneys volle Überzeugungskunst, um sich den Respekt seines Schwiegervaters zu erarbeiten, was ihm bis zum Ende der Serie nicht wirklich gelingt.

##### Genevieve Scherbatsky
Genevieve Scherbatsky (Tracey Ullman) ist Robins Mutter und geschiedene Ehefrau von Scherbatsky Sr., Robins Vater. Genevieve hat Flugangst und kann ein außergewöhnlich leckeres Rührei zubereiten. Sie tritt erst in Staffel 9 in Erscheinung, als sie überraschend – nach einer Absage – doch zur Hochzeit von Robin und Barney kommt. Zuvor wird sie fast nie erwähnt.

##### Katie Scherbatsky
Katie (Lucy Hale) ist Robins jüngere Schwester. Einmal besucht sie mit ihrem ersten Freund Kyle Robin in New York, der sich aber im Verlauf der Folge von ihr trennt. Katie ist ebenfalls in der letzten Staffel zu sehen, wo sie kurz vor Robins Hochzeit mit ihrer Schwester Eishockey spielt.

### Arbeitskollegen

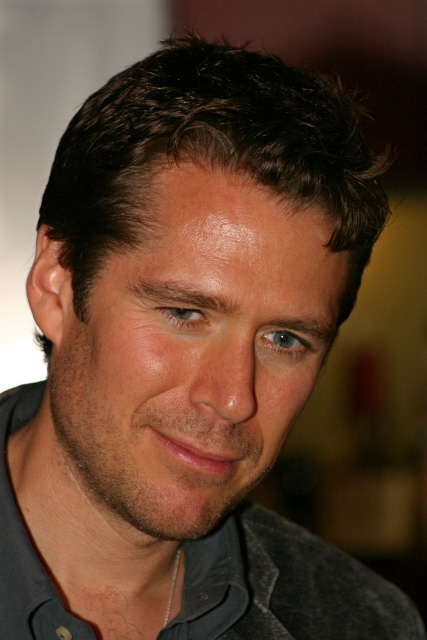
Sandy Rivers (Alexis Denisof)

#### Sandy Rivers
Sandy Rivers (dargestellt von Alexis Denisof) ist ein Arbeitskollege von Robin, der sie mit seinen meist plumpen und sexistisch angehauchten Sprüchen überhäuft. Er ist sehr von sich selbst überzeugt und behauptet wiederholt, ein Verhältnis mit Robin zu haben, obwohl das nicht stimmt. Mit ihm geht Robin einmal aus, um Ted eifersüchtig zu machen. Später ist Sandy Robins Chef.
Im echten Leben ist Darsteller Alexis Denisof Ehemann von Alyson Hannigan, die die Hauptfigur Lily verkörpert.

#### Hammond Druthers
Mr. Druthers (Bryan Cranston) ist zunächst Teds Chef. Als er ein Gebäude in Form eines Penis für eine Bank plant und sein Entwurf daraufhin abgelehnt wird, kann Ted die Vertreter der Bank von seinem eigenen Entwurf überzeugen. Somit wird Ted Projekt-Manager und Hammonds Chef. Ted feuert ihn kurz darauf und büßt damit seine Beliebtheit unter seinen Kollegen ein, da Hammond aufgrund der Kündigung einen Herzinfarkt erleidet, Ted dem aber zunächst nicht glaubt und den Mann vor versammelter Mannschaft verhöhnt.

#### Randy Wharmpess
Randy (Will Forte) ist ein Arbeitskollege von Barney und Marshall. Er soll Ted als Barneys „Baggerpartner“ ersetzen, was allerdings zunächst schiefläuft. Randy verwirklicht später seinen Traum und wird erfolgreicher Bierbrauer.

#### Arthur Hobbs

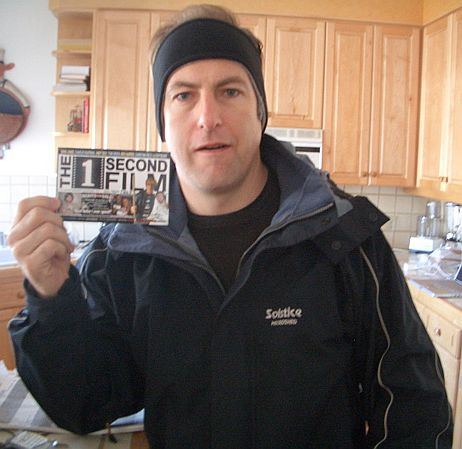
Bob Odenkirk (2005)

Arthur Hobbs (Bob Odenkirk) ist ein Angestellter bei der Goliath National Bank (GNB) und ist der Chef von Marshall Erikson. Bevor er zur GNB kam, arbeitete er bei Nicholson, Hewitt & West, wo er auch Marshalls Chef war. Er ist Familienvater und lebt getrennt von seiner ehemaligen Ehefrau. Hobbs besitzt einen Hund namens Schlepper, den er über alles liebt.

#### Gary Blauman
Gary (Taran Killam) ist ein Arbeitskollege von Barney und Marshall bei der Goliath National Bank und arbeitet in der Rechtsabteilung. Er wird von den anderen Mitarbeitern immer wieder gehänselt. In Staffel 9 wird bekannt, dass Blauman homosexuell ist und ein Verhältnis mit Barneys Bruder James hatte. Im wahren Leben ist Taran Killam mit Cobie Smulders, der Robin-Darstellerin, verheiratet.

### Beziehungen

#### Teds Beziehungen

##### Victoria
Victoria (dargestellt von Ashley Williams) ist in der ersten Staffel mit Ted zusammen. Die beiden lernen sich auf der Hochzeit von Stuart und Claudia kennen. Sie ist von Beruf Konditorin, weshalb sie die Torte für die Hochzeit beisteuerte. Am Ende der ersten Staffel beenden sie ihre Beziehung, da Victoria nach Deutschland zieht, um dort zu studieren. Zwar versuchen sie zunächst eine Fernbeziehung, allerdings scheitert diese. In der zweiten Folge der siebten Staffel sehen sich die beiden auf einer Abendveranstaltung wieder. In derselben Staffel ruft Ted Victoria noch ein letztes Mal an, um mit ihr ein Date zu vereinbaren. Zuvor hatte Robin ihn davon überzeugt, dass Victoria „die Richtige“ für ihn sei. Als sie sich im MacLaren’s treffen, trägt Victoria ein Brautkleid und erklärt Ted, sie heirate in wenigen Minuten, sei aber immer noch in ihn verliebt. Da Ted die Beziehung von Victoria und ihrem Verlobten nicht zerstören möchte, verneint er bestehende Gefühle und fährt sie zu der Kirche, in der sie heiraten soll. Dort angekommen hält er allerdings nicht an, sondern fährt mit ihr auf den Sonnenuntergang zu und gesteht ihr dabei seine Liebe.
Zu Beginn der achten Staffel sind Ted und Victoria abermals ein Paar. Doch wird die Beziehung durch Victorias Ex-Verlobten, unterschiedliche Ordnungsvorstellungen und Teds Zögern, Victoria um ihre Hand zu bitten, belastet. Als Ted ihr schließlich einen Heiratsantrag macht, verlangt Victoria im Gegenzug, dass Ted die Freundschaft zu Robin aufgibt, da sie die Beziehung nach wie vor durch Robin bedroht sehe. Obwohl Ted dies ernsthaft in Erwägung zieht, entscheidet er sich gegen Victoria.

##### Stella Zinman

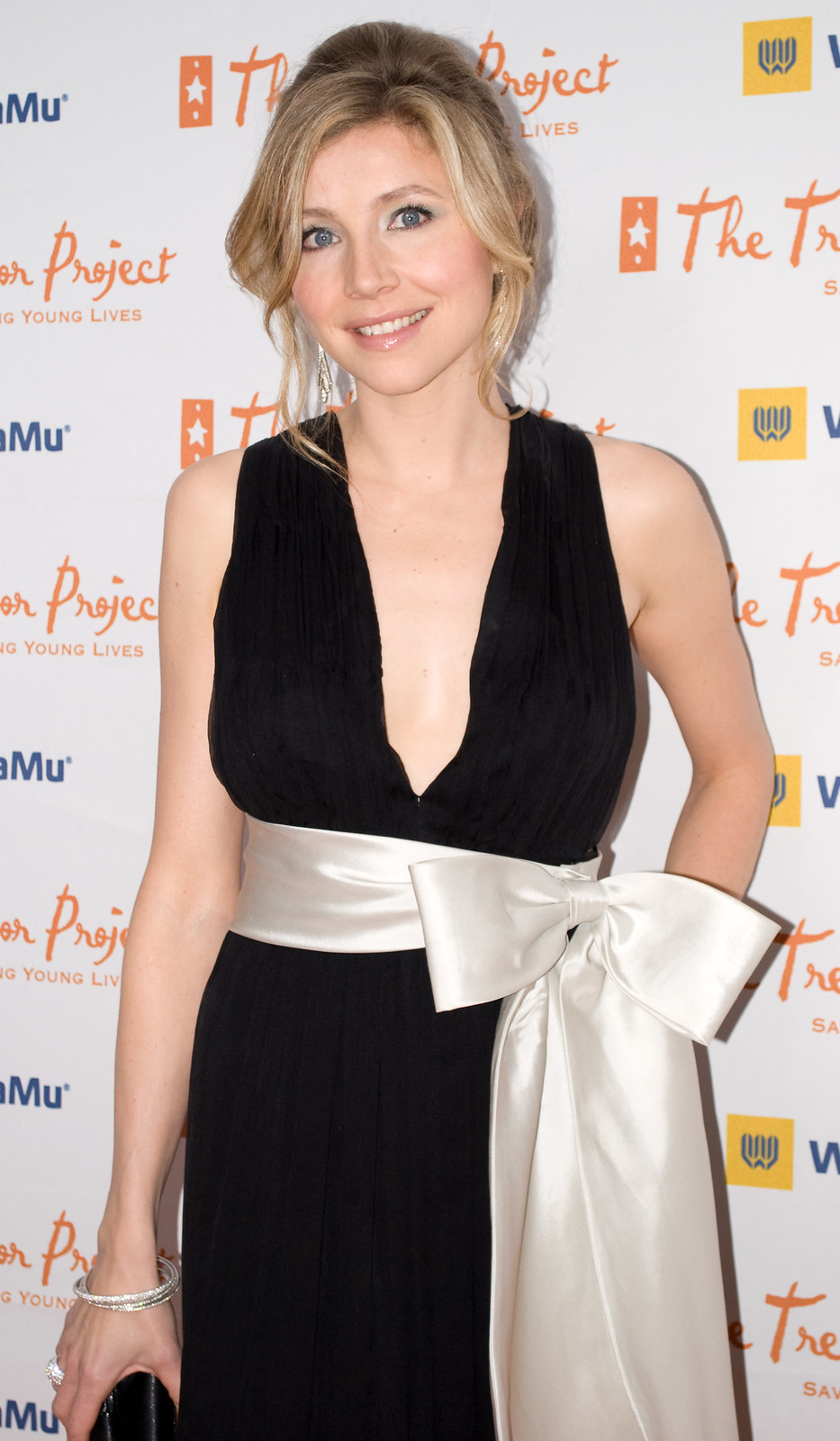
Sarah Chalke, Darstellerin der Stella Zinman

Stella Zinman (dargestellt von Sarah Chalke) ist Teds Hautärztin. Sie lernen sich kennen, als Ted sich ein Schmetterlings-Tattoo auf seinem Rücken entfernen lässt. Ted ist sofort von Stella angetan und will sich mit ihr verabreden. Dies lehnt Stella zunächst ab, da sie keine Beziehung mit Patienten führen darf. Nach Beendigung von Teds Tattoo-Entfernung werden Stella und Ted aber doch ein Paar. Am Ende der dritten Staffel verloben sich die beiden, allerdings verlässt Stella Ted am Hochzeitstag für Tony, den Vater ihrer Tochter Lucy. Die Geschichte der Beziehung zwischen Ted und Stella wird in der fünften Staffel von Tony zu einer Filmkomödie verarbeitet, welche die Tatsachen stark zu Teds Ungunsten verzerrt.

##### Karen
Karen (dargestellt von Laura Prepon) war auf der High School und auf dem College Teds Freundin. Allerdings hatte sie ihn des Öfteren betrogen, weshalb Ted die Beziehung beendete. In der vierten Staffel beginnt Ted erneut, sich mit ihr zu treffen. Dies missfällt vor allem Marshall und Lily, da sie Karen für ihre Verfehlungen hassen und befürchten, dass sie Ted erneut verletzen wird. Wenig später werden Ted und Karen von ihrem eigentlichen jetzigen Freund in flagranti erwischt, was Ted noch immer nicht zum Anlass nimmt, die Beziehung zu beenden. Wenig später verlässt Karen Ted, was Lily zu verantworten hat. Kurz nach der Versöhnung trennt sich Ted von Karen, da diese ihm verbietet, sich weiterhin mit seinen Freunden zu treffen.

##### Zoey Pierson

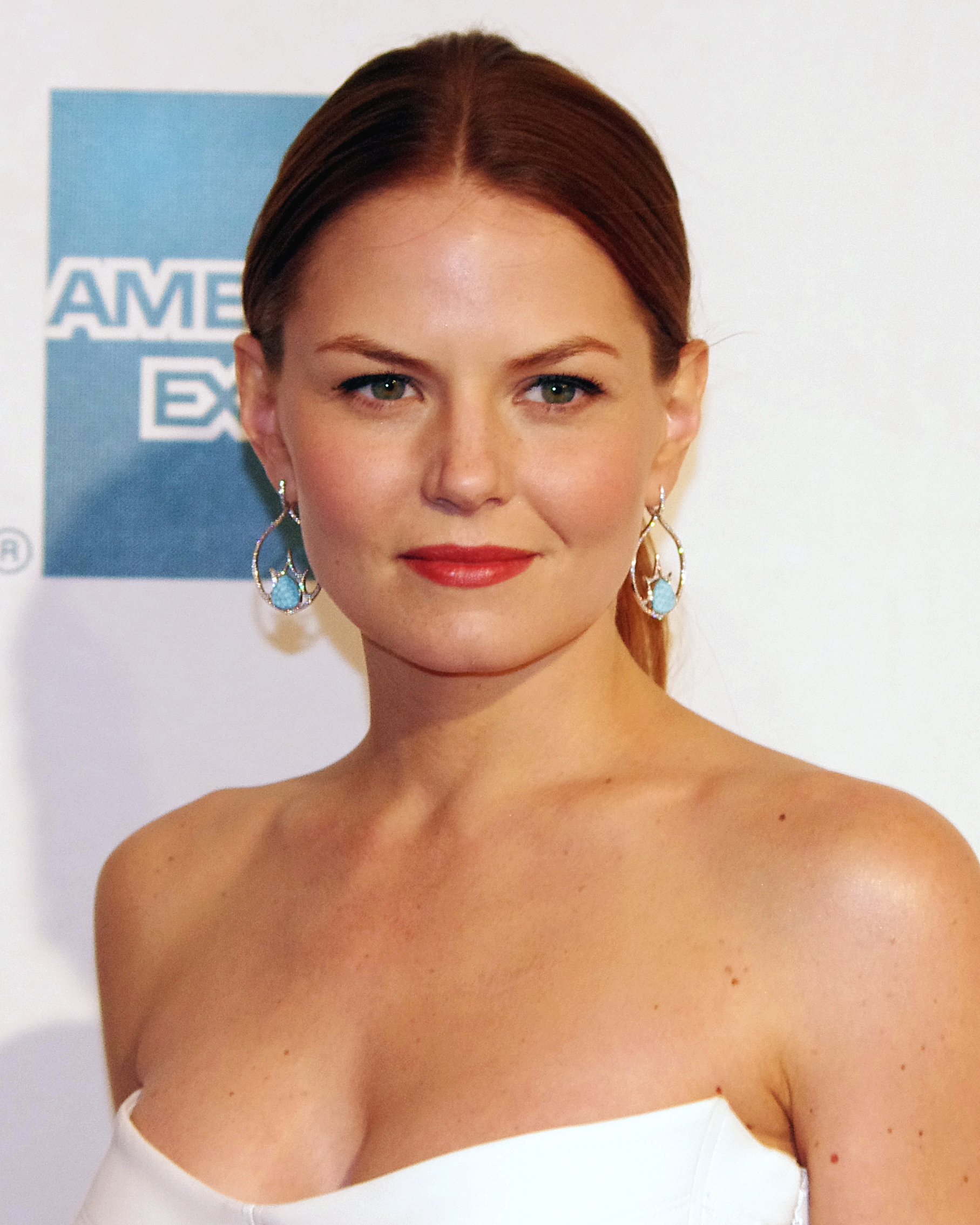
Jennifer Morrison beim Tribeca Film Festival, April 2012

Zoey (dargestellt von Jennifer Morrison) ist die Ex-Freundin von Ted Mosby und die Ex-Frau von George Van Smoot, einem reichen Kunstliebhaber.
Sie ist oft als Demonstrantin aktiv und setzt sich für Gebäude, Menschen oder Tiere ohne Möglichkeit zur Mitbestimmung ein.
Sie lernt Ted während einer Aktion zur Bewahrung des Arcadian Hotels, eines alten renovierungsbedürftigen Gebäudes, kennen, das für den Neubau des Hauptquartiers der Goliath National Bank (GNB) abgerissen werden soll, dessen Bau Ted als Architekt leitet.
Ted findet sie attraktiv und versucht, einen neuen Standort für das GNB-Gebäude zu finden, um Zoey für sich zu gewinnen. Als er bemerkt, dass sie mit George Van Smoot verheiratet ist, gibt er seine Anstrengung auf, den Standort zu ändern.
Einige Zeit später wettert Zoey in einem Artikel gegen ihn und hetzt Teds Studenten gegen ihn auf, weshalb die beiden sich verfeinden.
Am Abend vor Thanksgiving trifft sie seinen Freundeskreis, der Lilly, Marshall, Robin und Barney umfasst. Sie verbringen mit einem Studienfreund von Lilly, Marshall und Ted namens Steve eine aufregende Nacht, allerdings ohne Ted.
Da Zoey sich mit Teds Freunden angefreundet hat, werden die beide ebenfalls Freunde.
Sie kommen sich näher und Zoey beendet ihre Ehe mit George Van Smoot, um eine Beziehung mit Ted zu beginnen.
Schlussendlich endet die gemeinsame Beziehung, da Ted während einer Anhörung gegen den Erhalt des Arcadian Hotels plädiert, während Zoey sich für den Erhalt einsetzt.
Nach der Trennung möchte sie erneut eine Beziehung mit Ted beginnen, er allerdings nicht.
Ihre Cousine Honey wird erwähnt.

#### Barneys Beziehungen

##### Shannon
Shannon (dargestellt von Katie Walder) war Barneys erste Freundin. Ursprünglich hatten sie den gemeinsamen Plan, dem Friedenscorps beizutreten und nach Nicaragua zu gehen. Allerdings hatte Shannon Barney kurz vor Abflug für ihren neuen Freund Greg, einen typischen Businessmann, verlassen. Tief getroffen, entschloss sich Barney, ein neues Leben zu beginnen. Er schnitt sich die Haare, rasierte seinen Bart ab und trug von da an ebenfalls stets Anzüge. In der ersten Staffel erhält Barney ein Band von Shannon, das ihn weinend und verzweifelt zeigt. Dieses Band hat Barney ihr kurz nach ihrer Trennung geschickt. Aufgrund dessen besucht Barney sie später, um ihr zu zeigen, was aus ihm geworden ist. Daraufhin haben die beiden Sex, was Barney wieder bestätigt, wie toll sein Leben ist. Shannon hat einen kleinen Sohn.

##### Wendy
Wendy (Charlene Amoia) arbeitet im MacLaren’s als Kellnerin. Nach einem One Night Stand mit Barney glaubt sie, dass sie zusammen sind. Barney macht mit ihr Schluss, was Wendy scheinbar gelassen hinnimmt. Seitdem ist Barney jedoch besonders vorsichtig, wenn er einen Drink von ihr annimmt, weil er Angst hat, dass sie verrückt ist und ihn vergiften will.

##### Nora
Barney lernt Nora (dargestellt von Nazanin Boniadi) in der Mitte der sechsten Staffel kennen. Sie ist eine Arbeitskollegin von Robin bei „World Wide News“ und hat eine feste Beziehung im Sinn. Barney spielt vor, sie nur rumkriegen zu wollen, hat aber echte Gefühle für sie. Nachdem er ihr seine Absichten entgegen seiner üblichen Taktik offenlegt, ist sie entsetzt. Am Ende der sechsten Staffel sieht Barney Nora wieder. Er scheint immer noch Gefühle für sie zu haben und fragt sie, ob er sie anrufen könne. In der ersten Folge der siebten Staffel hilft Robin Barney beim Telefonat mit Nora, in dem er sich entschuldigt und sie nach einem Date fragt. Barney tut alles, um sie für sich zu gewinnen. Eine kurze Beziehung der beiden scheitert, als Barney seine Gefühle für Robin wiederentdeckt.

##### Quinn Garvey
Barney lernt Quinn (Becki Newton) kennen, als er Ted auf ein Date begleitet. Da Barneys normale Anmachversuche scheitern, muss er fortwährend an sie denken. Quinn arbeitet als Stripperin im Lusty Leopard unter dem Namen „Karma“, in welchem auch Barney Stammkunde ist. Nach einigem Hin und Her werden die beiden ein Paar. Zuerst erweckt es den Anschein, als ob die Beziehung gut läuft, in Wahrheit beginnt Barney sich an Quinns Tätigkeit als Stripperin zu stören. Nach einem großen Streit versöhnen sie sich jedoch und im Finale der siebten Staffel macht Barney Quinn einen Heiratsantrag. Im Zuge der Hochzeitsvorbereitungen merken die beiden jedoch, dass sie sich gegenseitig nicht vertrauen und trennen sich daraufhin. Da Quinn nun ihren Beruf wieder aufnimmt, ist Barney gezwungen, sich einen neuen Stripclub zu suchen.

#### Robins Beziehungen

##### Derek
Derek (James Tupper) ist in der ersten Staffel zeitweise mit Robin liiert. Er besitzt über 100 Millionen Dollar, hat aber aus beruflichen Gründen kaum Zeit für Robin, sodass sie ihn bald wieder verlässt.

##### Gael
Robin lernt Gael (dargestellt von Enrique Iglesias) auf ihrer Argentinienreise kennen und lieben. Er ist Masseur und beeindruckt damit die Gang – bis auf Ted. Er glaubt, dass Robin Gael nur mitgebracht habe, um ihre Trennung zu verarbeiten. Wenig später lädt Gael Touristen in Robins Wohnung ein, die sich völlig danebenbenehmen. Robin erkennt, dass die Beziehung nur im Urlaub, nicht aber in New York, funktioniert und verlässt ihn.

##### Don Frank
Don Frank (dargestellt von Benjamin Koldyke) ist ein Arbeitskollege von Robin. Mit ihm führt sie in der fünften Staffel eine Beziehung. Diese scheitert, als Don einen Job in Chicago annimmt, welchen Robin zuvor ihm zuliebe abgesagt hat.

##### Kevin Venkataraghavan
Kevin (Kal Penn) wird in der siebten Staffel Robins Therapeut. Trotz des Spotts von Seiten der Clique kommt Robin mit ihm zusammen. In der darauffolgenden Zeit beeinflusst er Robins Clique durch Psychoanalyse und stellt fest, dass sie verrückt ist. Kevin beabsichtigt, Robin zu heiraten, trennt sich aber von ihr, als diese ihm davon erzählt, dass sie keine Kinder bekommen kann. Später kommt Kevin mit Jeanette, einer ehemaligen Freundin von Ted, zusammen.

#### Lilys Beziehungen

##### Scooter
Scooter, eigentlich Bill (David Burtka), war Lilys High-School-Freund. Er ist noch immer unsterblich in sie verliebt und versucht sogar ihre Hochzeit mit Marshall zu verhindern. Später verliebt er sich in Lilys Doppelgängerin, als diese seine neue Kollegin wird. Im echten Leben ist Burtka mit Neil Patrick Harris, dem Darsteller Barney Stinsons, verheiratet.

### Affären

#### Ted

##### Natalie
Mit Natalie (dargestellt von Anne Dudek) hatte Ted zweimal eine sehr kurze Beziehung. Das erste Mal waren sie erst kurz zusammen, als Ted an ihrem Geburtstag mittels einer Nachricht auf ihrem Anrufbeantworter mit ihr Schluss macht. Später fasst Ted den Entschluss, sich noch einmal mit Natalie zu treffen und sie um Verzeihung zu bitten. Seine Entschuldigung nimmt Natalie nach kurzem Zögern an, worauf beide miteinander schlafen. Nachdem sie sich wieder eine kurze Zeit getroffen haben, macht Ted wieder an ihrem Geburtstag Schluss, worauf Natalie ausrastet und Ted verprügelt (Ted hielt Krav Maga für eine Art Yoga).

##### Trudy
Trudy (dargestellt von Danica McKellar) lernt Ted im betrunkenen Zustand im MacLaren’s kennen. Später schlafen sie miteinander. Während sich Ted am darauffolgenden Tag mit Robin unterhält, flüchtet Trudy über die Feuertreppe und bricht den Kontakt zunächst ab. Einige Zeit später treffen sich die beiden aber wieder, worauf Trudy und ihre Freundin Ted zu einem Dreier einladen. Ob dieser zustande kommt, verschweigt Ted allerdings.

##### Mary
Mary (Erinn Bartlett) ist Teds Begleitung bei Robins Preisverleihung, da er Robin eifersüchtig machen will. Zu dem Date kommt er durch Barney, da Barney und Mary im selben Haus wohnen. Mary ist Anwaltsgehilfin – Ted denkt aber, dass sie eine Prostituierte sei und von Barney bezahlt wird. So kommt es zu einer Verkettung von Missverständnissen.

##### Amy
Amy (dargestellt von Mandy Moore) lernt Ted kurz nach der Trennung von Robin im MacLaren’s kennen. Daraufhin fahren er und Amy, zusammen mit Barney und Amys Freundin, in das Haus von Amys früheren Arbeitgebern. Als sie von dort hinausgeworfen werden, fasst Ted im Alkoholrausch den Entschluss, sich für Amy ein Tattoo stechen zu lassen. Am nächsten Morgen wacht er dann mit einem ungewollten Schmetterlings-Tattoo auf seinem Rücken auf. Dies hat ihm Amys Ex-Freund eintätowiert. Die Tätowierung belustigt Teds Freunde zunächst, später lässt Ted sie sich allerdings in zehn Sitzungsstunden von Stella entfernen.

##### Stacey Gusar
Barney und Ted schließen eine Wette ab, wer mit einer zufällig ausgewählten Frau zuerst schlafen würde. Die zufällige Wahl fällt auf Stacey (Janet Varney). Zunächst scheint Ted zu gewinnen. Da Barney ihm allerdings einredet, dass er schon vor einem Jahr mit Stacey geschlafen hat, macht Ted schlussendlich einen Rückzieher. Barneys Behauptung stellt sich allerdings als falsch heraus – er wollte nur selbst bei ihr landen. Am Ende der Episode erfährt man, dass sich Stacy zwar mit Barney trifft, es allerdings nach der Enttäuschung mit Ted sehr langsam angehen lassen will. Ob Barney die Wette gewinnt, bleibt offen.

##### Bla Bla
Bla Blas richtiger Name ist lange Zeit nicht bekannt, da der alte Ted (Erzähler) diesen vergessen hat. Sie wird von Abigail Spencer dargestellt. Zunächst wollen Ted und Bla Bla den Freunden die Geschichte vorgaukeln, sie hätten sich bei einem Kochkurs getroffen. Allerdings stellt sich später heraus, dass sie sich über das Online-Spiel World of Warcraft kennengelernt haben. Da Bla Bla mit Robin und Lily aneinandergerät und sehr aggressiv die Bar verlässt, trifft sich Ted kein weiteres Mal mit ihr. In der letzten Staffel erfährt man dann Bla Blas Namen, nämlich Carol.

##### Cathy
Ted hat mit Cathy (dargestellt von Lindsay Price) einige Dates. Als er sie seinen Freunden vorstellen will, fällt diesen beim gemeinsamen Essen sofort auf, dass Cathy extrem viel redet, was Ted vorher nie aufgefallen war. Als seine Freunde ihn darauf hinweisen, zerfällt Teds Illusion und er trifft sich nicht mehr mit Cathy. Als Ted ihr einige Zeit später auf der Straße begegnet, erfährt man, dass Cathy nun mit einem gehörlosen Mann liiert ist. Auch diesem wird jedoch plötzlich klar, wie viel Cathy redet.

##### Cindy
In der fünften Staffel geht Ted mit der Studentin Cindy (dargestellt von Rachel Bilson) aus. Sie hat Minderwertigkeitskomplexe, denn alle Männer in ihrem Umfeld verlieben sich in ihre Mitbewohnerin. Da Ted aber Professor an ihrer Universität ist, hat Cindy Angst ihr Stipendium zu verlieren. Zuletzt beendet sie die Beziehung, weil auch Ted in gewisser Weise beginnt, für die Mitbewohnerin zu schwärmen: Er ist genau von den Gegenständen in Cindys Wohnung begeistert, die ihrer Mitbewohnerin gehören. Es werden Andeutungen gemacht, dass es sich bei der Mitbewohnerin – von der man in der Folge nur kurz einen Fuß sieht – um Teds zukünftige Ehefrau handelt. In der sechsten Staffel wollen Ted und Barney in der Bar dann eine Frau erobern, die, wie sich zeigt, mit Cindy eine gleichgeschlechtliche Beziehung hat. In der achten Staffel trifft Ted die beiden zufällig in der U-Bahn und erzählt ihnen von der gerade aktuellen Absage der Band für Barneys und Robins Hochzeit. Daraufhin vermittelt Cindy ihm die Band ihrer ehemaligen Mitbewohnerin.

##### Carly
Ted lernt die erst 20-jährige Carly (Ashley Benson) in der achten Staffel kennen. Wie sich herausstellt, ist sie Barneys Halbschwester. Carly liebt Star Wars und steht auf ältere Männer. Die Liaison zwischen den beiden gefällt Barney überhaupt nicht, und er verlangt, dass sie heiraten, da sie miteinander geschlafen haben. Ted und Carly sollen zudem versprechen, nie wieder miteinander zu schlafen, wozu beide sich mit einem Augenzwinkern bereit erklären. In den folgenden Episoden wird jedoch nicht mehr auf sie eingegangen.

##### Jeanette Peterson
Ted lernt Jeanette (dargestellt von Abby Elliott) durch eine Reihe von „Zufällen“ kennen, die sich bald als von Jeanette inszeniert herausstellen. Sie ist von Beruf Polizistin. Jeanette hatte sich in Teds Bild auf dem Cover einer Architekturzeitschrift verliebt und ihn seitdem gestalkt. Trotzdem geht Ted eine Beziehung mit ihr ein, die aufgrund von Jeanettes Neurosen jedoch im Chaos endet. Später beginnt sie eine Beziehung mit Robins Ex-Verlobten Kevin.

#### Barney

##### Abby
Abby (dargestellt von Britney Spears) ist die Arzthelferin von Stella, die Ted in der dritten Staffel fast heiratet. Abby verliebt sich ebenfalls in Ted. So kommt es dazu, dass Abby mit Barney ausgeht, um Ted eifersüchtig zu machen, und sie landen gemeinsam im Bett. Barney verlässt sie, wie üblich, nach dem Sex. Einige Zeit später sagt Abby etlichen Frauen in New York, dass Barney nur auf das Eine aus sei.

##### Honey

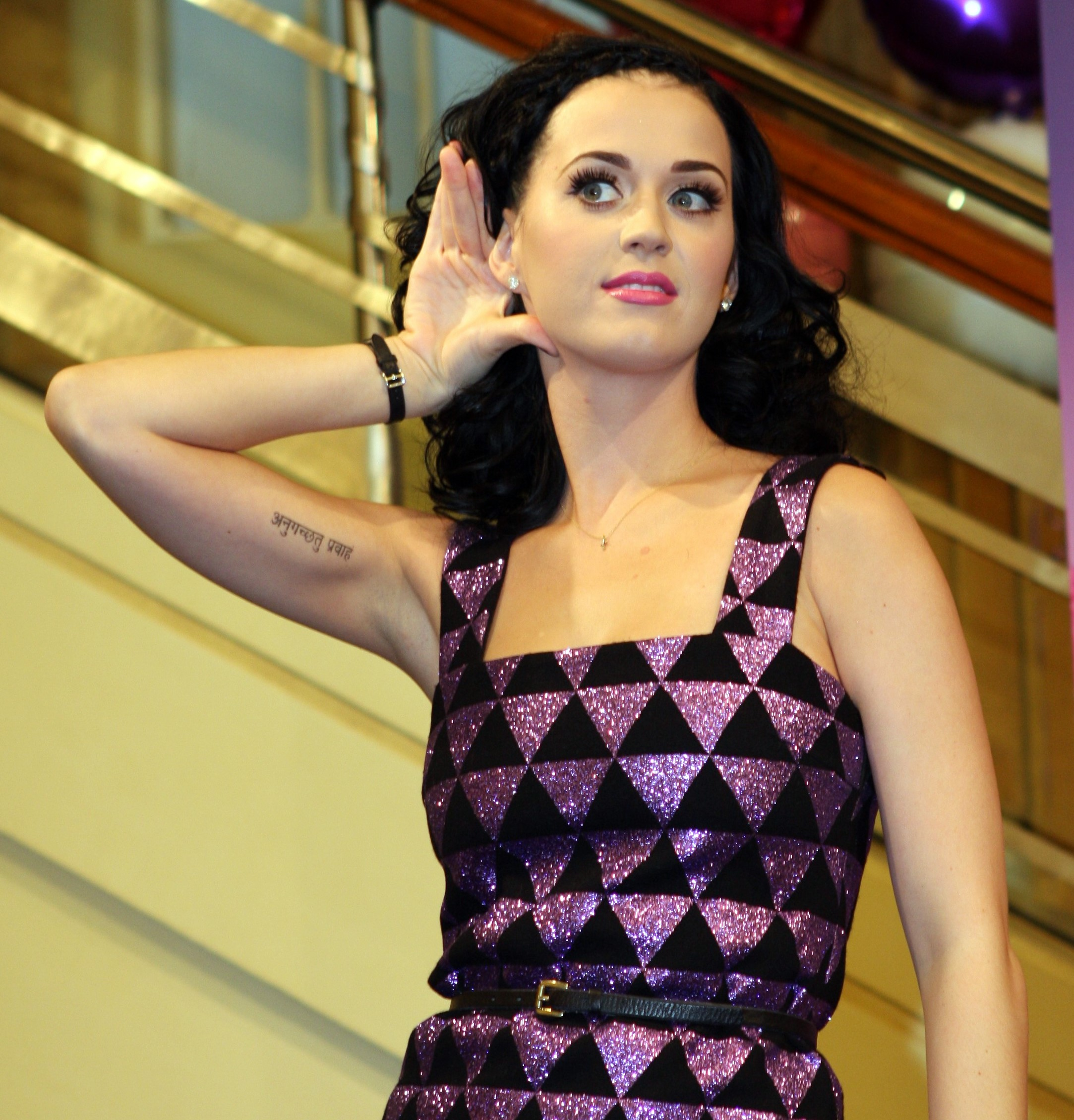
Katy Perry (2011)

Honey (dargestellt von Katy Perry) ist die bildhübsche, aber äußerst naive Cousine von Zoey. Zoey stellt sie Ted in der Absicht vor, die beiden zu verkuppeln. Das gelingt ihr aber nicht, da Ted nur Gefühle für Zoey hat. Daraufhin geht Barney mit Honey nach Hause. Honey ist neben Bla Bla die zweite Frau, an deren Namen Ted sich nicht erinnern kann.

##### Karina
Karina (Stacy Keibler) ist die zweite Barkeeperin im MacLarens, die Barney scharf findet. Sie zeigt aber keinerlei Interesse an ihm, da sie zu viele schlechte Erfahrungen mit Anzugtypen gemacht hat. Daraufhin kommt Barney nur noch in Freizeitklamotten in die Bar, bis er sie schließlich flach legt.

##### Anita Appleby
Anita Appleby (dargestellt von Jennifer Lopez) ist eine Schriftstellerin. Robin lernt sie bei ihrer Buchvorstellung kennen. Anita will Robin helfen, Barneys Selbstbewusstsein durch die Kraft des „Neins“ zu brechen. Barney gefällt es gar nicht, dass er anscheinend bei einer Frau nicht landen kann und versucht Anita zu einem „Super-Date“ zu überreden. Am Ende verbringt er das Date nicht mit Anita, sondern schenkt es Robin (mit Don).

##### Professor Lewis
Professor Lewis (Jane Seymour) ist eine Professorin von Marshall. Weil sie Noten immer nach ihrer momentanen Gefühlslage verteilt, will Barney sie mit gutem Sex beeindrucken, damit Marshalls Kurs gute Noten erhält. Als er beim ersten Mal nur eine Drei-Minus erhält, versucht er es solange erneut, bis er schließlich eine Zwei-Plus bekommt. Bei diesem Versuch bricht sich Barney allerdings das Becken.

##### Meg
Mit „Crazy“ Meg (April Bowlby) hat Barney im zukünftigen Apartment von Lily und Marshall geschlafen. Er gibt vor, in sie verliebt zu sein, was diese auch erwidert. Allerdings ist dies eine von Barneys vielen Maschen, um Frauen rumzukriegen. Er lässt sie nach dem Sex in der Wohnung sitzen und ruft sie nie wieder an. Meg glaubt aber weiterhin an eine gemeinsame Zukunft mit Barney und entwickelt eine Obsession.

#### Robin

##### Simon
Simon (dargestellt von James van der Beek) ist Robins erster Freund. Er nutzt sie allerdings nur aus und lässt sie dann fallen, da er wieder zu seiner Ex-Freundin zurückkehren will, deren Eltern jetzt einen Swimmingpool besitzen. Als sie ihn Jahre später wieder trifft, widerfährt ihr erneut genau dasselbe. Er ist Mitglied der Band „Four Skins“, welche aber keine musikalischen Erfolge feiert.

##### Mitch
Mit Mitch (Adam Paul) hatte Robin nur einmal geschlafen. Er machte den „Nackten Mann“: Er zog sich komplett nackt aus, was dazu führte, dass Robin mit ihm schlief. Danach trifft sich Robin ein weiteres Mal mit Mitch, um nicht als Schlampe dazustehen. Mitch erzählt, dass sein Trick bei zwei von drei Versuchen funktioniere. Begeistert von dieser Methode, versuchten auch Ted und Barney und sogar Lily den „Nackten Mann“, allerdings haben nur Ted und Lily damit Erfolg, Barney hingegen nicht, wodurch genau die von Mitch angegebene Erfolgsquote der Masche bestätigt wird. In der neunten Staffel erfährt man, dass Mitch die zukünftige Ehefrau Teds kannte und sie der eine nicht gelungene Versuch des „Nackten Mannes“ gewesen ist.

#### Marshall

##### Chloe
Chloe (dargestellt von Morena Baccarin) arbeitet bei Costa Coffee. Mit ihr hat Marshall, in der Zeit, in der er von Lily getrennt ist, ein Date. Dieses Date findet zwar statt, allerdings wird es von Lily, die wieder in New York ist und sich in der Wohnung versteckt, sabotiert. Aufgrund dessen unterhalten sich Marshall und Lily auf der Treppe, worauf sie wieder zusammenkommen. Dies feiern die Freunde in der Bar, während sie Chloe völlig vergessen. Als sie später wieder in die Wohnung kommen, sitzt Chloe zwar noch da, hat aber vorher bereits die Wohnung verwüstet.

### Freunde der Gang

#### Jessica Glitter

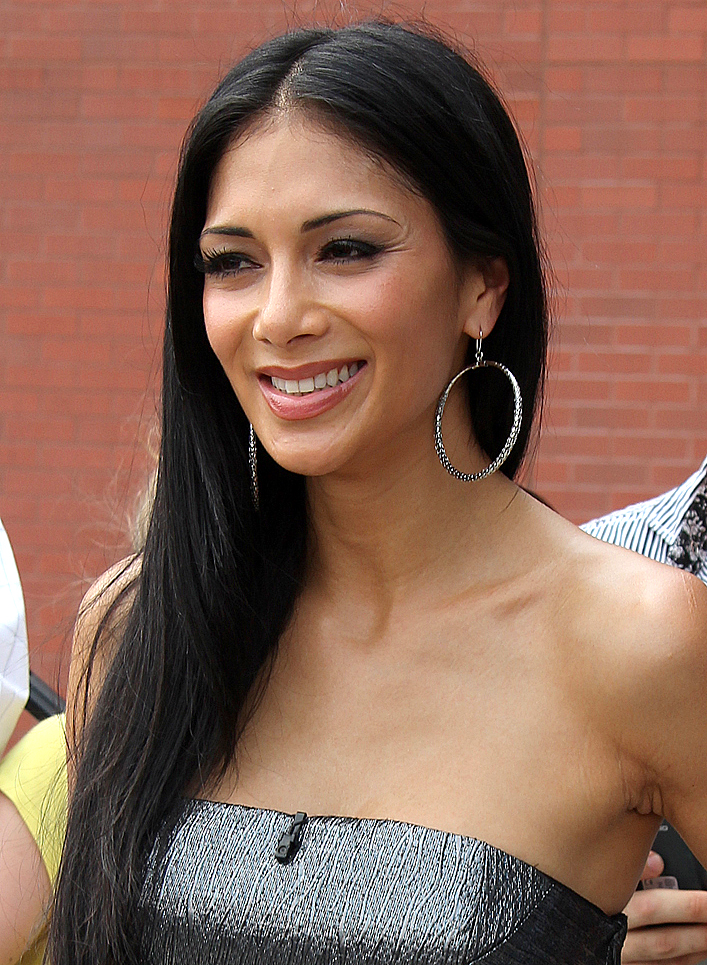
Scherzinger spielt Robins Freundin aus Teenagerzeit.

Jessica (dargestellt von Nicole Scherzinger) ist Robins Freundin aus ihrer Teenagerzeit. Nach der Schwangerschaft von Jessica verlieren sich die beiden aus den Augen, finden später aber wieder zusammen.

#### Stuart
Stuart (Matt Boren) ist mit allen Hauptfiguren, außer Robin, befreundet. Mitte der ersten Staffel steht er kurz vor der Hochzeit mit seiner Freundin Claudia. Aufgrund seines Alkoholproblems und verschiedener Einflüsse der Hauptfiguren, droht diese Hochzeit zu platzen. Diese findet aber schließlich doch statt, wobei Ted Victoria kennenlernt. Später ist Stuart auch an dem Junggesellenabschied von Marshall beteiligt. Dort betont er aber immer wieder, dass seine Ehe nicht gut laufe. Trotzdem bekommen sie ein Kind. Nach Marshalls und Lilys Hochzeit trifft Lily das Paar auf der Straße und bedankt sich fälschlicherweise für ein Hochzeitsgeschenk, das sie eigentlich von Ted bekommen haben. Da Stuart und Claudia ihnen offenbar nichts zur Hochzeit geschenkt haben, lassen sie Lily in dem Glauben, dass die von ihr so hoch gelobte Kaffeemaschine von ihnen sei. So kommen Marshall und Lily zu dem Schluss, dass ihr bester Freund Ted ihnen nichts zur Hochzeit geschenkt hatte. Ted glaubt wiederum, dass sie sich nicht für sein Geschenk bedankt hatten. So tragen sie dies einander bis zur Mitte der neunten Staffel insgeheim nach, als Stuart von Lily zu einem Geständnis gedrängt wird.

#### Claudia Grice
Claudia (Virginia Williams) ist die Ehefrau von Stuart und auch mit Ted, Lily und Marshall befreundet. Sie ist sehr leicht aus der Fassung zu bringen und schnell reizbar. Sie hätte wegen Ted fast ihre Hochzeit mit Stuart abgesagt, da dieser Robin einladen wollte, Claudia vorher aber nicht Bescheid gesagt hatte.

#### Brad
Brad (dargestellt von Joe Manganiello) ist ein Freund und ehemaliger Kommilitone von Marshall. Während der Zeit, als sie beide von ihrem Partner getrennt sind, unternehmen sie viel miteinander, wie den Besuch eines Alanis-Morissette-Konzertes oder einen gemeinsamen Brunch. Als Brad aber wieder mit seiner Freundin Kara zusammenkommt, bricht ihr Kontakt größtenteils ab. Er hat in der fünften Staffel eine Verabredung mit Robin, die jedoch durch die Gefühle von Robin und Barney gestört wird. Auch Brad ist zu Marshalls Junggesellenabschied eingeladen, verbringt dort aber nur wenig Zeit.
In der achten Staffel taucht er als gegnerischer Anwalt in einem von Marshalls Fällen auf, wobei er im Vorfeld des Prozesses Marshalls Gutmütigkeit schamlos ausnutzt, um an Informationen zu kommen.

### Sonstige

#### Ranjit Singh
Ranjit (dargestellt von Marshall Manesh) ist ein Taxi- bzw. Limousinenfahrer, der wiederholt von Ted, Marshall, Lily, Robin und Barney engagiert wird. Gebürtig stammt er aus Bangladesch. Fahranweisungen, die man ihm gibt, wiederholt er stets auf monotone Weise, und wenn sich in seinem Wagen private Gespräche der Protagonisten anbahnen, mischt er sich meistens ein. Später verdient er sich Geld an der Börse und baut sich ein eigenes Taxiunternehmen auf.

#### Carl
Carl (Joe Nieves) ist Barkeeper im MacLaren’s und ein Freund der Gruppe. Er überlässt die Bar eine Nacht lang sogar Ted und Barney. Marshall hält Carl für einen Vampir, da dieser nur nachts arbeitet und ihnen rote Getränke serviert. Später übernimmt er das MacLaren’s und führt es als Familienbetrieb.

#### Yasmin
Yasmin (Saba Homayoon) ist eine libanesische Immigrantin und hat eine Beziehung mit Carl, dem Barkeeper des MacLaren’s.

#### Rhonda French
Rhonda (Stephanie Faracy) ist die Nachbarin und gute Freundin von Barneys Mutter Loretta. Sie hat Barney im Alter von 23 Jahren entjungfert. Sie wird auch „Die Männer-Macherin“ genannt. Später hat sie erneut ein sexuelles Verhältnis mit Barney.

#### Carlos
Carlos (Jon Bernthal) war am dritten Abend der „3-Tage-Party für Robin“ von Ted dabei. Barney traf auf der Party eine Frau, die für Carlos arbeitet. Erst am dritten Abend erfährt man, wer dieser Carlos ist.

#### Ellen Pierce
Ellen (dargestellt von Camryn Manheim) ist die Chefin der „erfolgreichsten Partnervermittlung“ Love Solutions und verspricht 100-prozentige Erfolgsgarantie. In der ersten Staffel besucht Ted die Kupplerin. Ellen ist am Boden zerstört, weil sie keine Frau für Ted finden kann. Ted muntert sie auf und verspricht ihr, dass er irgendwann die richtige Frau finden wird.

#### Falscher Moby
Der falsche Moby (dargestellt von J. P. Manoux) kommt nur in der ersten Staffel in der Silvesterfolge vor. Die Gang fährt an dem Abend mit Ranjit und seiner Limousine durch die Stadt. Ted entdeckt den vermeintlichen Moby auf der Straße und lässt ihn in die Limo einsteigen. Später stellt sich heraus, dass der Mann gar nicht Moby ist, eine Waffe hat und verrückt ist.